# Pablo Picasso
Pour les articles homonymes, voir Pablo Ruiz (homonymie), Ruiz et Picasso (homonymie).
Cet article possède un paronyme, voir Pricasso.
Pablo Ruiz Picasso, né le 25 octobre 1881 à Malaga (Andalousie, Espagne) et mort le 8 avril 1973 à Mougins (Alpes-Maritimes, France), est un peintre, dessinateur, sculpteur et graveur espagnol ayant passé l'essentiel de sa vie en France.
Artiste utilisant tous les supports pour son travail, il est considéré comme l'un des fondateurs du cubisme avec Georges Braque et un compagnon d'art du surréalisme. Il est l'un des plus importants artistes du XXe siècle, tant par ses apports techniques et formels que par ses prises de positions politiques. Il a produit près de 50 000 œuvres dont 1 885 tableaux, 1 228 sculptures, 2 880 céramiques, 7 089 dessins, 342 tapisseries, 150 carnets de croquis et 30 000 estampes (gravures, lithographies, etc.). Parmi ses œuvres les plus célèbres figurent le proto-cubiste Les Demoiselles d'Avignon (1907) et Guernica (1937), une représentation dramatique du bombardement de Guernica du 26 avril 1937 pendant la guerre civile espagnole.

## Biographie

### Enfance et famille

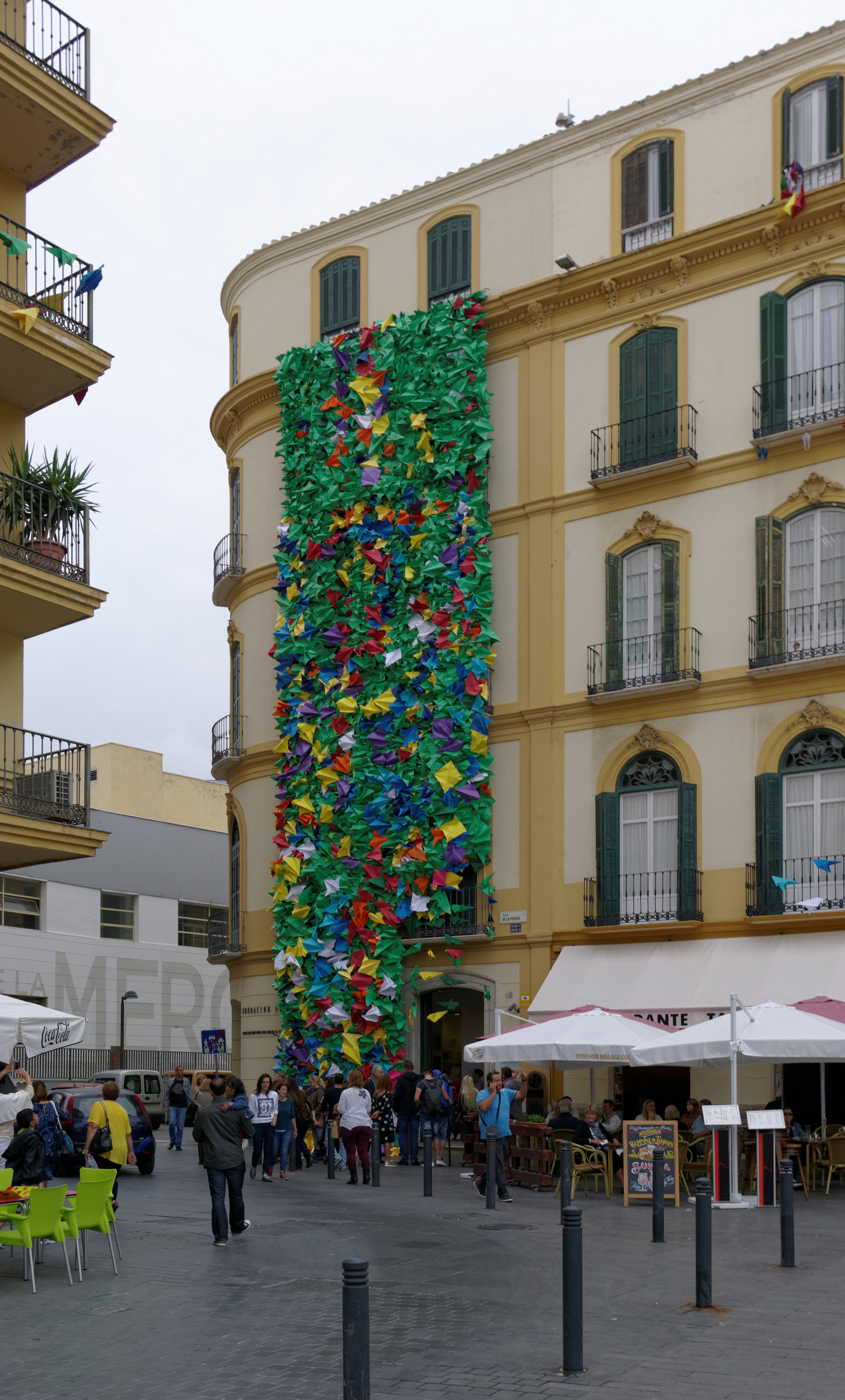
Maison de naissance de Picasso, Plaza de la Merced à Malaga, siège actuel de la Fundación Picasso.

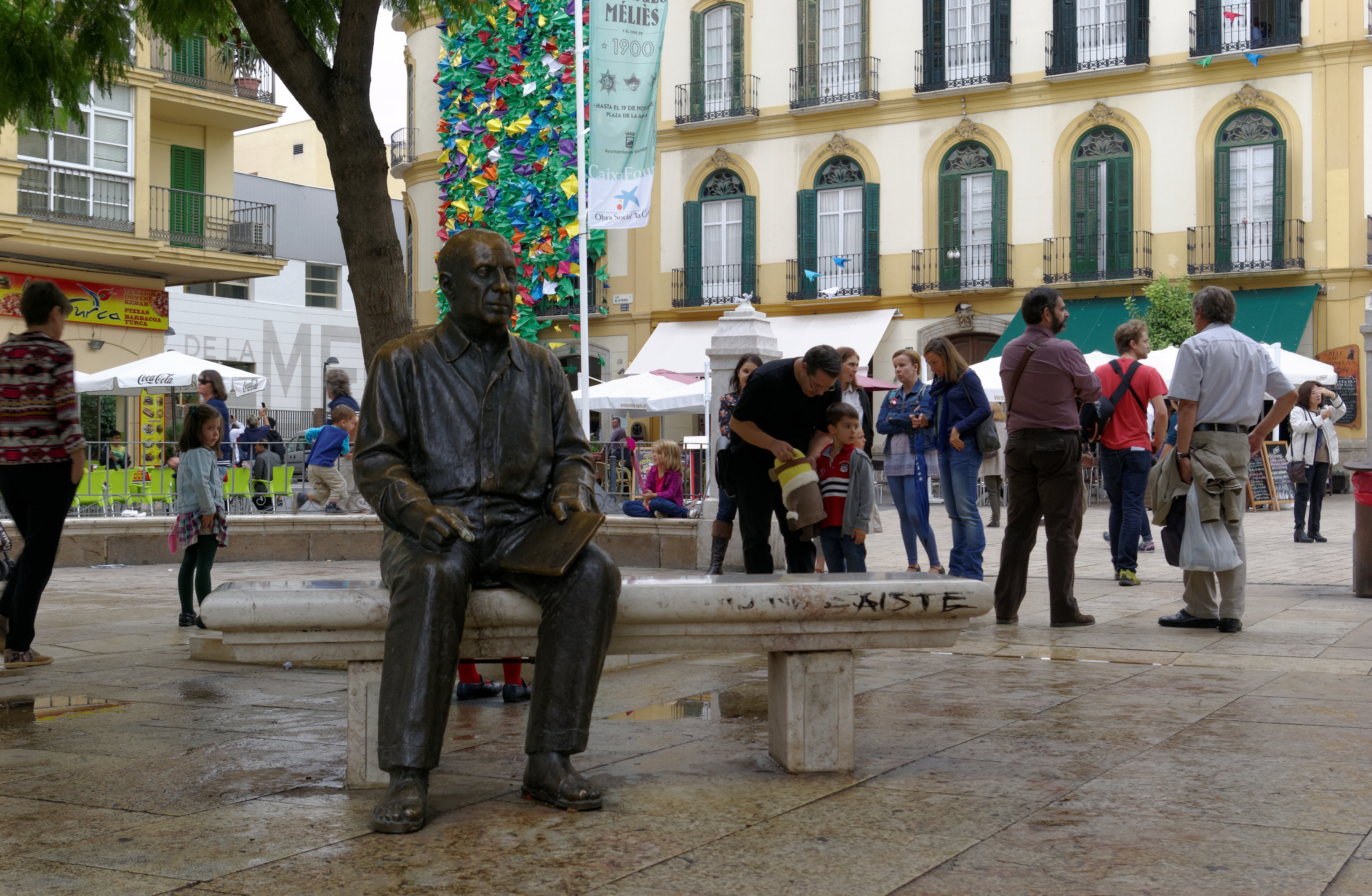
Statue en bronze de Pablo Picasso par Francisco Lopez, sur la Plaza de la Merced, Malaga, Andalousie, Espagne.

Pablo Picasso naît le 25 octobre 1881 au 36, place de la Merced (aujourd'hui no 15), à Malaga. Il est le premier enfant de José Ruiz y Blasco, professeur de peinture à l'école provinciale des Arts et métiers de la ville dite « San Telmo », et de María Picasso López, fille de vignerons.
Son nom complet est Pablo Diego José Francisco de Paula Juan Nepomuceno María de los Remedios Cipriano de la Santísima Trinidad Mártir Patricio Ruiz y Picasso.
Le nom « Picasso », qui n'est pas espagnol, serait selon certains auteurs d'origine italienne. Un de ses arrière-grands-pères est né à Sori dans la région de Gênes. En revanche, selon Robert Maillard, la famille ne serait pas originaire d'Italie,. Pablo avait deux sœurs (Maria de los Dolores, dite « Lola », née en 1884, et Maria de la Concepción, dite « Conchita », née en 1887), mais aucun frère.
En 1891, le musée provincial de Malaga dont José Ruiz y Blasco est le conservateur, ferme ses portes, ce qui oblige le père à trouver d'autres moyens de subsistance. La famille déménage à La Corogne et José Ruiz y Blasco occupe un poste de professeur à l'Instituto de Educación Secundaria da Guarda. La mort de sa sœur Conchita d'une diphtérie en janvier 1895 traumatise Picasso et son vœu d'arrêter la peinture si sa sœur avait guéri n'étant pas exaucé, il se réfugie dans son art. Son père est alors nommé professeur à La Llotja de Barcelone, en 1895.
Une collection Mellon conservait en 1966 le portrait par Picasso d'une de ses sœurs daté de 1901.

### Le peintre débutant

L'artiste ne signe plus ses toiles du nom de Ruiz Blasco mais de celui de Picasso, à partir de 1901.

Picasso, encouragé par son père qui lui accorde toute confiance, peint ses tout premiers tableaux à l'âge de huit ans, son préféré étant Le Petit Picador jaune, (1889), sa première peinture à l'huile, dont il refusera toujours de se séparer. Pendant l'été 1895, Pablo découvre Madrid et Barcelone et passe ses vacances à Malaga et revient par la mer à Barcelone. À cette occasion, il réalise des marines du voyage.
C'est durant l'hiver 1895 qu'il peint sa première grande toile académique : La Première Communion. L'année suivante, il entre à l'école des Beaux-Arts de Barcelone. Il signe ses premières œuvres Ruiz-Picasso avant d'opter pour P.R.-Picasso puis définitivement pour Picasso en 1901, à cause de l'étrangeté du nom et du digraphe ss inusité en espagnol.
À Barcelone en 1896, il est reçu à l'École de la Llotja, où enseigne son père, ayant exécuté en un jour le sujet de l'examen pour lequel on laisse généralement un mois aux candidats. C'est en 1896 qu'il peint L'Enfant de chœur. Don José lui loue alors un atelier, carrer de la Plata, qu'il partage avec son ami peintre Manuel Pallarès, et où il peint Science et charité (1896), l'une de ses plus importantes toiles d'enfance. Pour cette œuvre, son père a imaginé la composition qui représente une malade couchée sur un grabat, assistée d'un médecin (Picasso réalisera le portrait de son père) et d'une religieuse. Ce tableau reçoit à l'exposition des Beaux-Arts de Madrid une mention honorifique. Il est fortement influencé par le modernisme catalan de cette époque. Dès l'âge de quinze ans, Manuel Pallarès l'initie précocement aux bordels du Raval de Barcelone. C'est dans ces lieux qu'il réalise de nombreux feuillets, dessins et aquarelles érotiques dont le sujet subversif se retrouvera dans la sensualité de ses dessins ou tableaux ultérieurs.

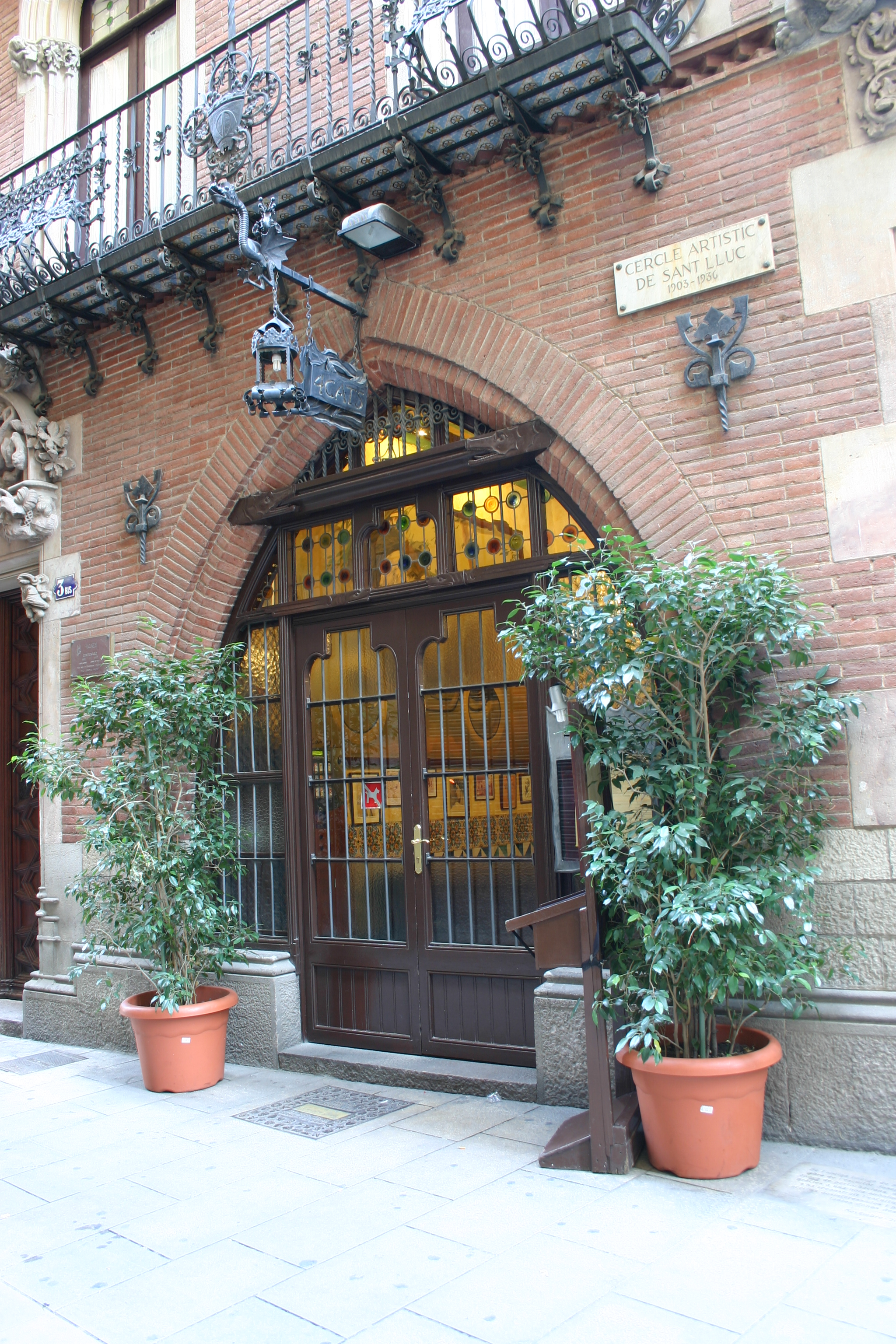
Le café Els Quatre Gats à Barcelone, que Picasso fréquentait avec Julio González et Gargallo.

En septembre 1897, Picasso part étudier à Madrid et réussit en octobre le concours d'entrée à l'académie royale des Beaux-Arts San Fernando. Cependant l'enseignement de l'institution ne lui plaît pas et il renonce à suivre les cours. En juin 1898, il retourne à Barcelone, puis part pour Horta de Sant Joan, le village de son ami Pallarès, situé près de la ville de Gandesa où il partage la vie des paysans. Plus tard, il dira : « Tout ce que je sais, je l'ai appris dans le village de Pallarès. » En avril 1899, il est de nouveau de retour à Barcelone, où il s'installe au no 1, rue des Escudillers. Picasso fréquente alors le cabaret Els Quatre Gats, phare de la bohème, créé en référence au Chat Noir de Paris. Là, il rencontre notamment Miquel Utrillo, ainsi que les frères Ángel et Mateu Fernández de Soto, et se lie d'amitié avec le poète Jaime Sabartés, les jeunes peintres Carles Casagemas et Ricard Opisso, ainsi que le sculpteur aragonais Pablo Gargallo et le sculpteur barcelonais Julio González. Une exposition de ses peintures se tient dans le cabaret le 1er février 1900.
Sa toile, Les Derniers Moments, représente l'Espagne à l'Exposition universelle de 1900 à Paris. Il part, avec Casagemas dont il est très proche, pour la capitale française où il s'installe dans l'atelier du peintre catalan Isidre Nonell à Montmartre. Picasso s'y imprègne de l'atmosphère du Moulin de la Galette et rencontre le marchand Pedro Mañach, ainsi que Berthe Weill qui lui achète trois scènes de tauromachie, les premières toiles qu'il vend à Paris. Réalisant des œuvres de commande, il vend également quelques pastels à des amateurs. Il rentre à Barcelone le 20 décembre, avec Carles Casagemas que le peintre emmène avec lui jusqu'à Malaga pour le sortir de sa mélancolie. À la mi-janvier 1901, Picasso part pour Madrid. Le 17 février, Casagemas, après avoir tenté de tuer son amante Germaine, qui était une danseuse du Moulin rouge, se suicide à Paris. Picasso, bouleversé par la mort de son ami, peindra un tableau clé, La Mort de Casagemas, dont il dira qu'il a conditionné grandement son passage à la période bleue, empreinte de douleur, de tristesse et faisant référence aux grands maîtres espagnols. En avril 1901, il retourne à Barcelone puis, en mai, il repart à Paris et s'installe au 130 ter boulevard de Clichy, chez Pedro Mañach qui le loge pendant quelques mois dans son appartement personnel et lui offre un salaire. Il livre quelques dessins à des périodiques humoristiques parisiens qu'il signe sous le nom de « Ruiz ».

### Période bleue(1901-1904)

La Repasseuse (1901), peinte durant la période bleue de Picasso.

La Période bleue correspond aux années 1901-1904. Ce nom vient du fait que le bleu est la teinte dominante de ses tableaux de cette époque, qui a débuté avec le suicide de son ami catalan Carles Casagemas dû à un amour non réciproque avec la danseuse du Moulin-Rouge, Germaine Pichot, ce qui explique qu'elle soit marquée par les thèmes mélancoliques de la mort, de la vieillesse, et de la pauvreté, mais ne l'empêche pas d'être satirique. Durant ces années, Picasso peint des pauvres, des mendiants, et des aveugles, sous forme de personnages souvent étirés et faméliques inspirés des tableaux du Greco que le peintre étudie à cette époque et qui l'influencent fortement. Le premier tableau de cette période fut La Mort de Casagemas, et les œuvres importantes sont : Dama en Éden Concert (1903), La Vida (1903), Las Dos hermanas (1904), La Celestina (1904). Il vit pendant ces années dans le dénuement. Bien que son père lui envoie des toiles et des tubes de peinture, par souci d'économie, il réalise plusieurs peintures sur le même tableau ou doit brûler une liasse de ses dessins pour se chauffer.
Entre le 25 juin et le 14 juillet 1901, Picasso et Francisco Iturrino font une exposition à la galerie d'Ambroise Vollard, à Paris. Picasso fait la connaissance du poète Max Jacob. Pendant l'hiver, il peint Autoportrait bleu (Paris, musée Picasso). Fin janvier 1902, il se rend à Barcelone. La galerie Berthe Weill expose du 1er au 15 avril des œuvres de Lemaire et de Picasso. Il revient à Paris en octobre avec Sebastian Junyer Vidal. Et il montre pour la première fois ses toiles bleues, du 15 novembre au 15 décembre, dans une exposition de groupe chez Berthe Weill. En janvier 1903, Picasso est de nouveau à Barcelone. Au printemps, il commence la toile La Vie (Cleveland Museum of Fine Arts).

### Période rose(1904-1906)

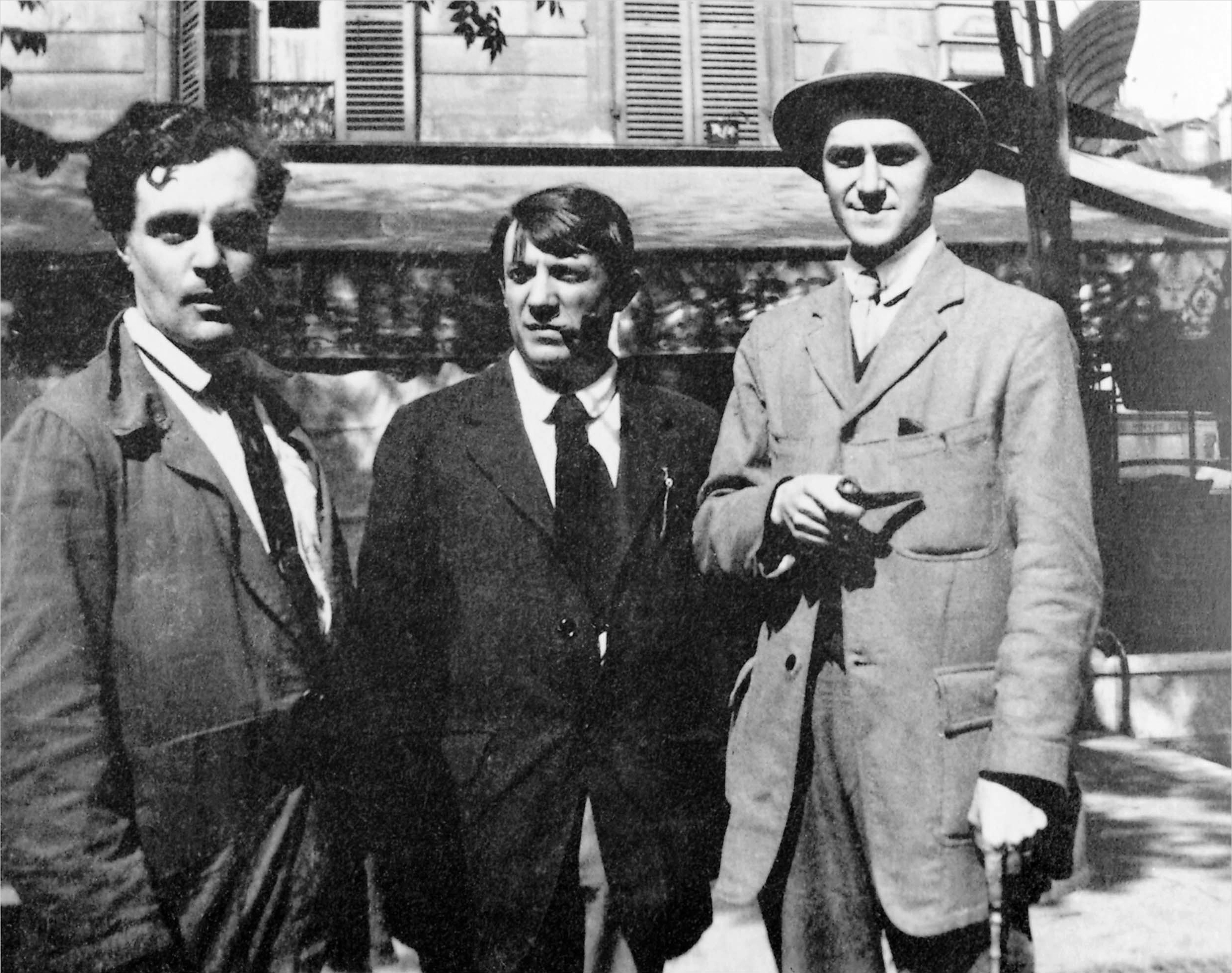
Modigliani, Picasso et André Salmon, devant La Rotonde à Paris en 1916.

À partir de 1904, il s'installe à Paris, au Bateau-Lavoir, dans l'atelier laissé par Paco Durrio. Là, il rencontre sa première compagne : Fernande Olivier. C'est le début de la période rose. Comme précédemment, c'est l'utilisation des teintes « rougées » qui explique cette dénomination. Les thèmes abordés sont la joie et l'inquiétude existentielle. Il reste mélancolique et dominé par l'amour ; on y trouve aussi de nombreuses références au monde du zoo et du cirque. Il peint des masques, arlequins, dompteurs et clowns. Picasso privilégia pendant cette période le travail sur le trait, le dessin, plutôt que sur la couleur… C'est aussi l'époque des maternités roses.
Picasso fait la connaissance de Guillaume Apollinaire, d'André Salmon et d'Amedeo Modigliani. C'est peut-être avant 1905 que son compatriote Ricard Canals l'initie à la gravure,.
Du 25 février au 6 mars 1905, Picasso expose à la galerie Serrurier, ses premières toiles roses. Au printemps, il peint Les Saltimbanques (Washington, National Gallery). Pendant l'été, il fait un séjour à Schoorl en Hollande, et y peint Les Trois Hollandaises (Paris, musée national d'Art moderne, dépôt au musée Picasso).
En automne 1905, il rencontre Gertrude et Leo Stein. Ces deux mécènes lui achètent de très nombreuses toiles et apportent au peintre désargenté une plus grande aisance financière et une nouvelle stimulation intellectuelle. On commence à trouver dans ses toiles le thème de la mort. Notamment dans son tableau, Arlequin, dont il fait cadeau en 1919 au Museo de Arte Moderna de Barcelone. Le galeriste Ambroise Vollard achète la plupart des toiles roses en mars 1906. En mai, il part avec Fernande Olivier pour Barcelone, puis durant l'été à Gósol, village isolé de Haute-Catalogne. Ce séjour aura un impact majeur dans l'œuvre de Picasso. C'est dans ce petit bourg de la province de Barcelone qu'il conçoit Les Demoiselles d'Avignon, en souvenir de son passé dans la rue d'Avinyó, située dans le Quartier gothique de Barcelone, un tableau qui constitue un évènement capital dans les débuts du cubisme. Gertrude Stein le présente à Matisse, pendant l'hiver 1906. De cette rencontre naît entre les deux hommes une amitié, mélange d'admiration mutuelle et de rivalité. Cette relation entre Matisse et Picasso est le sujet du tableau Don Pablo danse un huayno sous le regard étonné de Matisse (2005) du peintre péruvien Herman Braun-Vega.
Le Portrait de Gertrude Stein (New York, Metropolitan Museum of Art), commencé en hiver, est enfin achevé grâce à une peinture de Cézanne, Madame Cézanne à l'éventail, que Gertrude Stein avait acquise au salon d'automne en 1904.

### Influences africaines
De 1907 à 1909, Picasso est sous influence de l'art africain, notamment de l'art congolais. Cette période est marquée au début par les deux figures du côté droit des Demoiselles d'Avignon qui ont été en partie inspirées par les masques africains que Picasso possédait.

### Cubisme

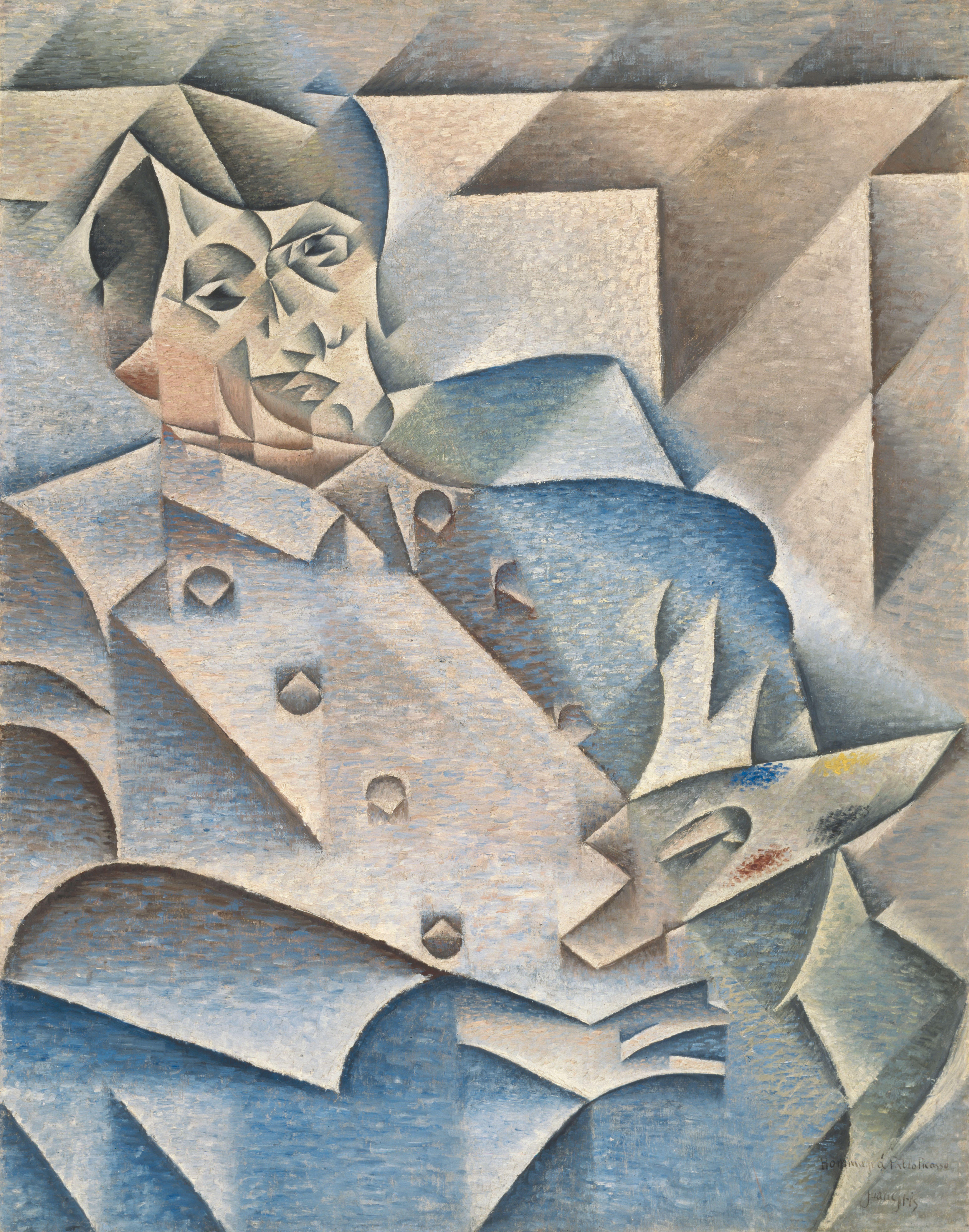
Portrait de Picasso par Juan Gris (1912), dans le style cubiste.

De 1907 à 1914, il réalise avec Georges Braque des peintures qui seront appelées « cubistes ». Elles sont caractérisées par une recherche sur la géométrie et les formes représentées : tous les objets se retrouvent divisés et réduits en formes géométriques simples, souvent des carrés. Cela signifie en fait qu'un objet n'est pas représenté tel qu'il apparaît visiblement, mais par des codes correspondant à sa réalité connue. Le cubisme consiste aussi à représenter sur une toile en deux dimensions un objet de l'espace. Picasso décompose l'image en multiples facettes (ou cubes, d'où le nom de cubisme) et détruit les formes du réel pour plonger dans des figures parfois étranges (comme une figure représentée sur une moitié de face, et sur l'autre de côté). Cette technique, initiée par Picasso, Braque et, dans une certaine mesure, Herbin, fit de nombreux émules tels que Juan Gris, Francis Picabia, Brâncuși, les Delaunay, Albert Gleizes.
La réalisation des Demoiselles d'Avignon, l'œuvre fondatrice du cubisme commencée pendant l'hiver 1906-1907 et achevée début juillet 1907, et surtout les portraits — notamment de Daniel-Henry Kahnweiler et Ambroise Vollard — des années 1910 ont été influencés notamment par les travaux des mathématiciens Henri Poincaré et Esprit Jouffret dont les idées et les schémas sur la quatrième dimension furent vulgarisés à Picasso et à son entourage montmartrais, par leur ami Maurice Princet,. Dès lors, peindre l'espace et le temps consiste à représenter sur une toile en deux dimensions un objet de l'espace.
Au début de l'été, Daniel-Henry Kahnweiler fait une première visite au Bateau-Lavoir. En octobre, a lieu une rétrospective Cézanne au Salon d'Automne. Pendant l'hiver 1908, Picasso peint L'Amitié (Leningrad, Ermitage), Nu debout (Boston, Fine Arts Museum). Il séjourne à La Rue-des-Bois, village à 60 km au nord de Paris, durant l'été et en octobre, il propose la version définitive des Trois femmes (Leningrad, Ermitage).

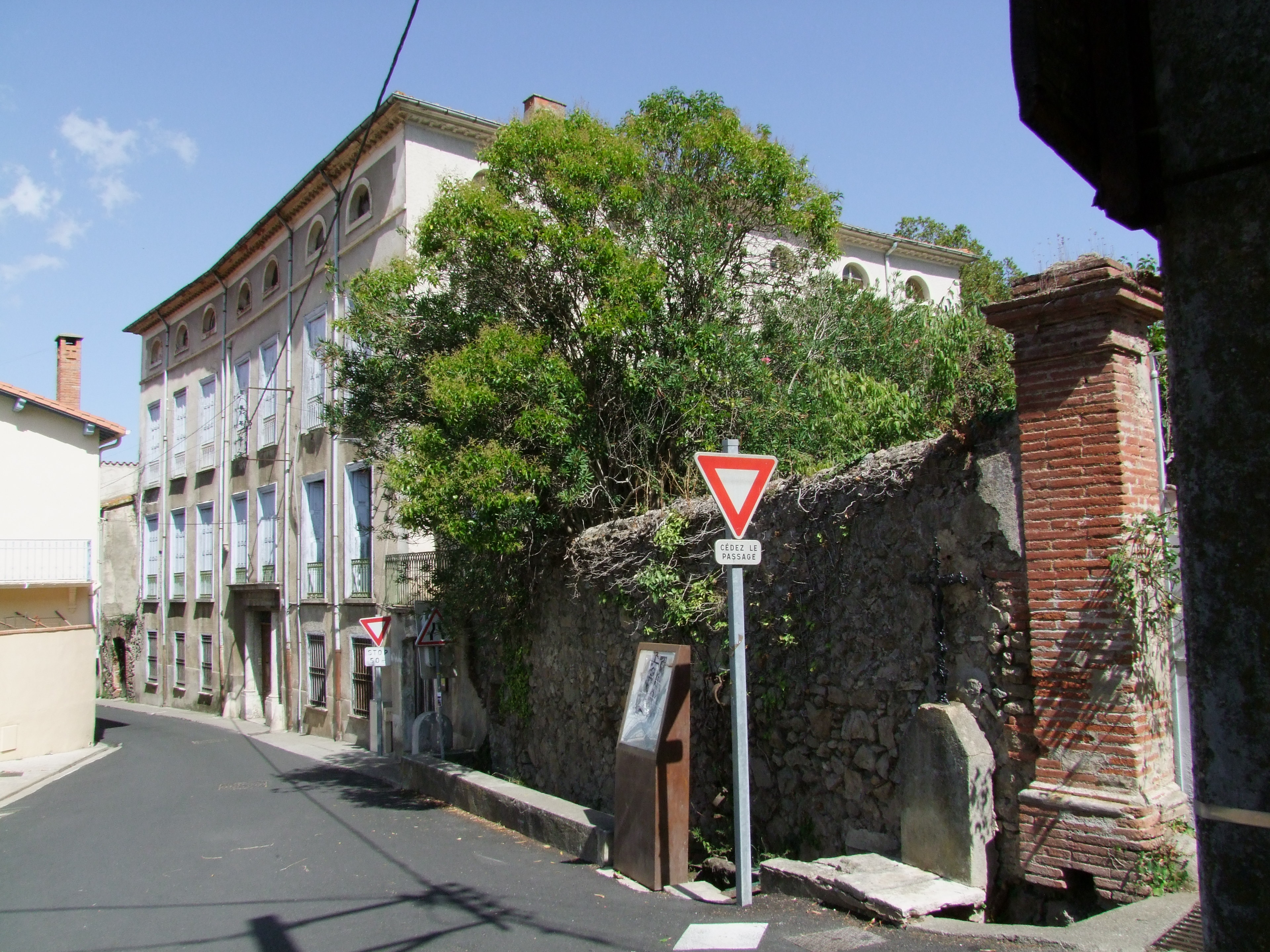
L'Ancienne Maison Delcros, 3 rue des Evadés de France à Céret.

En mai 1909, Picasso se rend à Barcelone et à Horta de Ebro avec Fernande Olivier. Là, il peint les Paysages (New York, MoMA). À Paris, en septembre, il déménage au 11, boulevard de Clichy, et réalise des sculptures : Tête de Fernande (Paris, musée Picasso). En 1910, il fait les portraits d'Ambroise Vollard (Moscou, musée Pouchkine), de Wilhem Uhde (Saint-Louis, collection Pulitzer) et de Daniel-Henry Kahnweiler (Chicago, Institut d'art). Picasso part pour Céret, village de Catalogne française, dans les Pyrénées-Orientales, en juillet 1911. Fernande Olivier et Braque le rejoignent en août. Le 5 septembre, il rentre à Paris. Picasso est absent de la salle cubiste au Salon d'automne qui commence le 1er octobre.
À l'automne, Eva Gouel — qu'il appelle « Ma jolie » dans plusieurs de ses toiles — entre dans sa vie.
Les premiers collages et les premiers assemblages sont réalisés pendant l'hiver 1912, Nature morte à la chaise cannée (Paris, musée Picasso), Guitare(s) en carton (Paris, musée Picasso). Le 18 mai, il part de Céret pour Avignon et le 25 juin s'installe à Sorgues. Il déménage 242, boulevard Raspail. Picasso et Daniel-Henry Kahnweiler signent le 18 décembre une lettre-contrat. Vers le 10 mars 1913, il retourne avec Eva Gouel, souffrante, à Céret où ils séjournent tout l'été. Le Verre d'absinthe est peint au printemps 1914. Après le départ pour Avignon, en juin, il fait un retour au portrait, en juillet. Eva meurt le 14 décembre 1915.
Trois formes de cubisme émergent : le précubisme, ou cubisme cézannien, le cubisme analytique et le cubisme synthétique.

### Les Ballets russes
Pendant la Première Guerre mondiale, Picasso échappe à la mobilisation du fait de sa nationalité, l'Espagne ne comptant pas parmi les belligérants. Il séjourne à Rome avec Jean Cocteau, à partir du 17 février 1916. Il s'installe Via Margutta, d'où il voit la villa Médicis. Outre de nombreux portraits dessinés, il peint L'Italienne, L'Arlequin et Femme au collier.
En mai, Cocteau présente Diaghilev à Picasso. Il travaille comme décorateur pour le ballet Parade de Léonide Massine et les Ballets russes de Serge de Diaghilev, sur une musique d’Erik Satie. Il rencontre Igor Stravinsky et la danseuse Olga Khokhlova, qui devient sa femme. Dans une veine décorative, Picasso réalisa plusieurs portraits d’elle et de leur fils (Paul en Pierrot en 1925).
Fin mars 1917, il voyage à Naples et à Pompéi et revient à Paris, fin avril. Le 18 mai, la première de Parade a lieu au Châtelet. Puis en juin, Picasso part pour Madrid avec la troupe de Diaghilev et Olga, et le 12 juillet, un banquet est offert en son honneur à Barcelone.
Du 23 janvier au 15 février 1918, Picasso expose avec Matisse chez Paul Guillaume. Il se marie avec Olga à l'église russe de Paris, le 12 juillet. Cocteau, Max Jacob et Apollinaire sont les témoins. Pendant un séjour à Biarritz, il peint Les Baigneuses (Paris, musée Picasso).
En mai 1919, Picasso part pour Londres travailler au ballet, Le Tricorne, sur une musique de Manuel de Falla. Pendant l'été, il séjourne à Biarritz chez Mme Errazuriz puis s'installe avec Olga à Saint-Raphaël (Côte d'Azur).
Son fils Paulo naît le 4 février 1921. Durant l'été, il s'installe avec Olga et Paulo à Fontainebleau. Il y peint les Femmes à la fontaine (Paris, musée Picasso et New York, Museum of Modern Art) et Les Trois Musiciens (New York, Museum of Modern Art et Philadelphie Museum of Art). Cette même année, le musée de Grenoble obtient du peintre le premier tableau pour exposition dans une collection publique française (Femme lisant), représentant sa femme Olga Khokhlova,.
En juin 1922, lors d'un séjour à Dinard sur la côte nord de la Bretagne, il peint Deux femmes courant sur la plage (La Course, Paris, musée Picasso). Puis, en décembre, il réalise le décor pour L'Antigone de Cocteau, créée par Charles Dullin au théâtre de l'Atelier.
En 1923, il fait un nouveau séjour estival sur la Côte d'Azur, au cap d'Antibes, et peint La Flûte de Pan (Paris, musée Picasso). Pendant l'été 1924, il séjourne à la villa La Vigie à Juan-les-Pins (Côte d'Azur), il fait son Carnet de dessins abstraits et peint Paul en arlequin (Paris, musée Picasso).
Pendant cette période des années 1920, dans un climat de reconnaissance mondaine, il fait dans ses tableaux un retour à la figuration et au classicisme : Trois femmes à la fontaine (1921), et certaines œuvres comme les Flûtes de Pan (1923), s'inspirent de la mythologie.

### Surréalisme

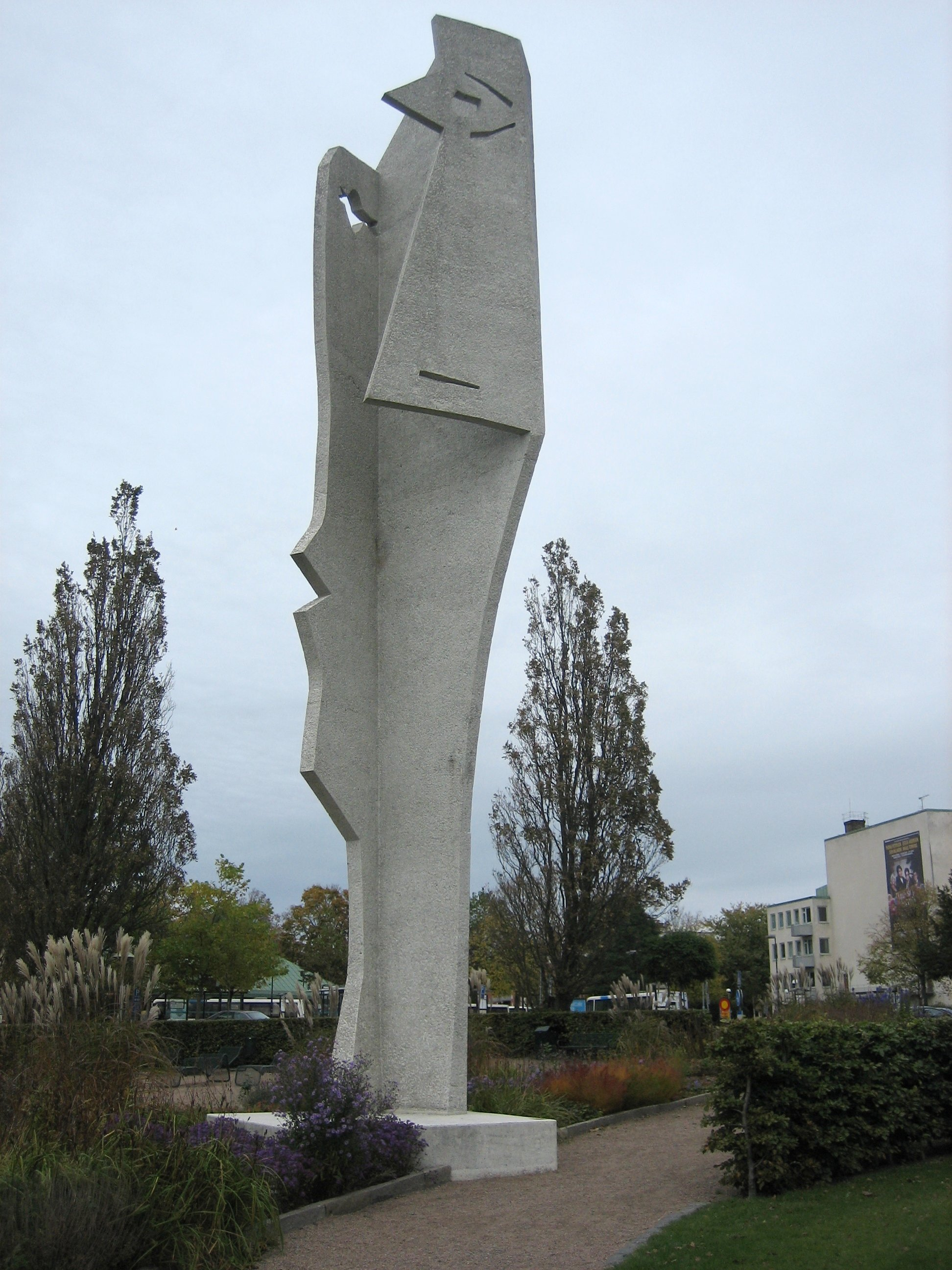
Tête de femme, Halmstad, Suède.

L’année 1925 est celle d’une rupture radicale dans la production du peintre avec des tableaux très violents montrant des créatures difformes, convulsives, prises dans les rets d’une rage hystérique : Femme dans un fauteuil (1926) et Baigneuse assise (1930). L’influence des poètes surréalistes est indéniable dans cette volonté de dépeindre de l’intérieur l’enfer personnel. Cependant il adopte une approche plus pragmatique que celle du « rêve calqué sur la toile » des surréalistes.
En juin-juillet 1925, il achève La Danse et peint Le Baiser. Le 14 novembre, il participe à la première exposition surréaliste de la Galerie Pierre. En 1926, il peint Buste de jeune fille, L'Atelier de la modiste, Le Peintre et son modèle, qui marquent sa rencontre avec Marie-Thérèse Walter au début de cette année, alors qu'elle est encore mineure,. Il réalise les Guitare(s) à clous. Le 19 octobre de cette même année, il visite le musée des Beaux-Arts de Grenoble, premier musée d'art moderne en France et pour lequel il avait fait don cinq ans auparavant du tableau Femme lisant.
Picasso a besoin alors d'une aide technique, notamment pour la réalisation des maquettes du Monument pour Guillaume Apollinaire dont il a reçu commande en 1922. Quelques années auparavant il avait renoué son amitié avec le ferronnier et sculpteur catalan, Julio González, rencontré à Barcelone du temps d'Els Quatre Gats, et vivant comme lui à Paris depuis 1900. Picasso s'adresse naturellement à lui, et ils entameront, de l'automne 1928 jusqu'en juillet 1932, une fructueuse collaboration technique autour des sculptures en fer forgé et soudé. C'est au printemps 1929 qu'il sculpte en fer soudé La Femme au jardin dans l'atelier de González, qui par la suite réalisera le bronze en 1932. C'est l'année aussi de ses dernières vacances à Dinard. Il peint le Grand nu au fauteuil rouge, et en février 1930, Crucifixion. À l'automne 1930, Marie-Thérèse déménage au 44 rue de la Boétie. Il achète le château de Boisgeloup, près de Gisors, à 80 km au nord-ouest de Paris, en juin, et s'y installe jusqu'à la fin de 1932.
Deux figures au bord de la mer est peint en janvier 1931, et en mars, Nature morte sur un guéridon. Cette année-là, deux livres majeurs : Les Métamorphoses d'Ovide (Lausanne, Skira) et Le Chef-d'œuvre inconnu de Balzac (Paris, Ambroise Vollard) sont édités.
En 1932, la Jeune fille devant le miroir est finie. Une rétrospective à la galerie Georges Petit, puis au Kunsthaus de Zurich, a lieu en juin. Picasso travaille à Boisgeloup aux têtes sculptées d'après Marie-Thérèse, et à la série de dessins d'après La Crucifixion de Matthias Grünewald.
En 1933, l'éditeur Albert Skira demande à Picasso d'illustrer un Minotaure pour la couverture du premier numéro de sa nouvelle revue du même nom. Bien que Picasso ait déjà illustré ce personnage mythique une fois en 1928, c'est à partir de cette commission de 1933 que se déclenche en lui une véritable obsession de la symbolique du Minotaure, avec notamment La Minotauromachie et la Suite Vollard.
Il passe les vacances de l'été 1933 à Cannes avec Olga et Paulo.
De juin à septembre 1934, il fait des séries de corridas, peintes, dessinées et gravées. En août, il voyage en Espagne avec Olga et Paulo, et se rend aux corridas de Burgos et de Madrid. Il visite le musée d'art catalan de Barcelone. Il réalise une série de sculptures à texture moulée : Femme au feuillage et Femme à l'orange. Au printemps 1935, la galerie Pierre expose des papiers collés. Minotauromachie est gravée. Il se sépare d'Olga en juin, et le 5 septembre, naît Maya Picasso, sa fille avec Marie-Thérèse Walter.
Le 25 mars 1936 Picasso part secrètement avec Marie-Thérèse et Maya pour Juan-les-Pins. Il fait des gouaches et des dessins sur le thème du Minotaure. Cette même année, au début de la guerre civile espagnole, il est nommé directeur du musée du Prado à Madrid. Début août, Picasso part pour Mougins et Dora Maar l'y rejoint.

### Guernicaet pacifisme

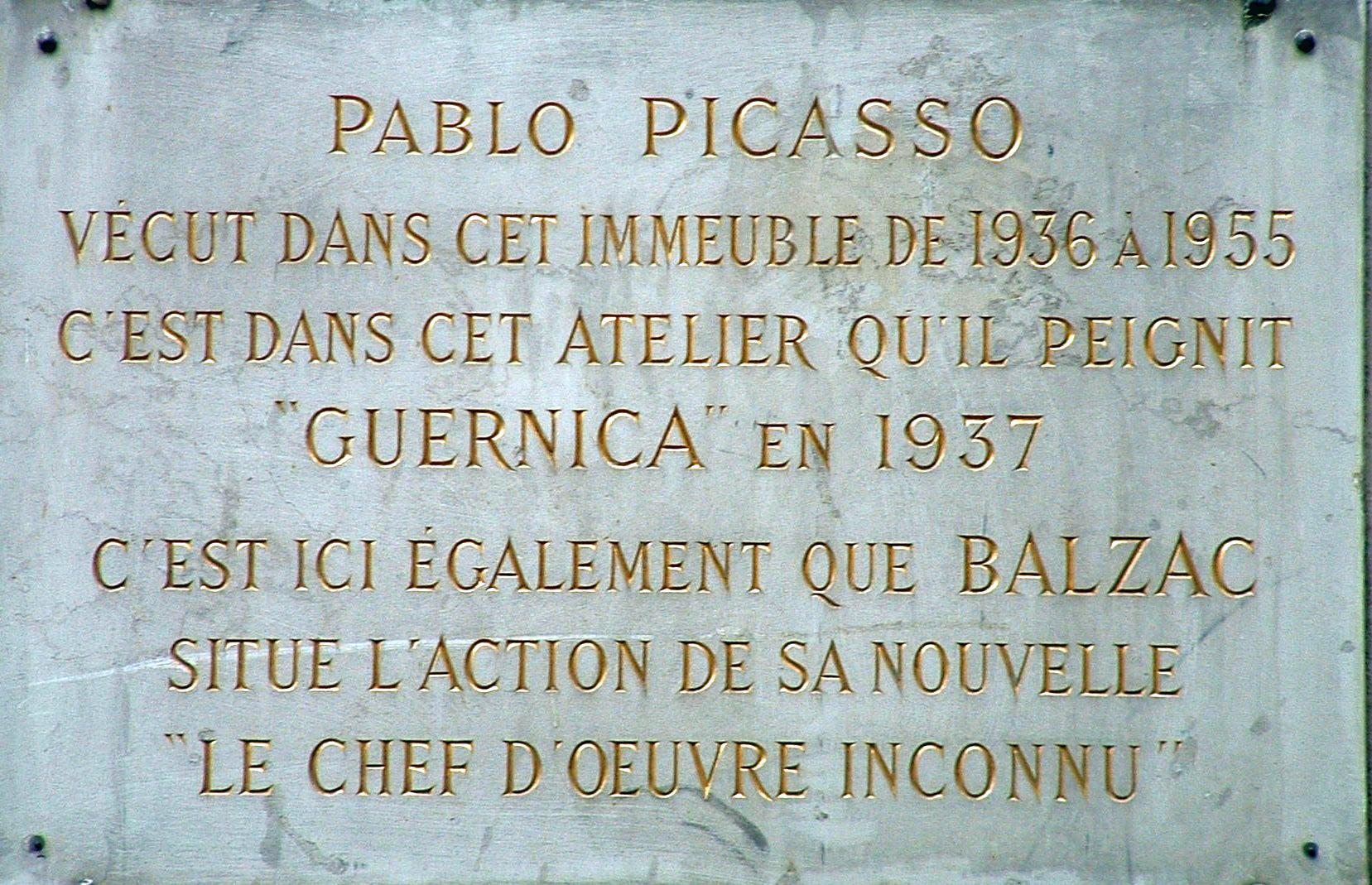
Plaque apposée sur l'hôtel de la rue des Grands-Augustins, où Picasso résida dans les années 1930-1940.

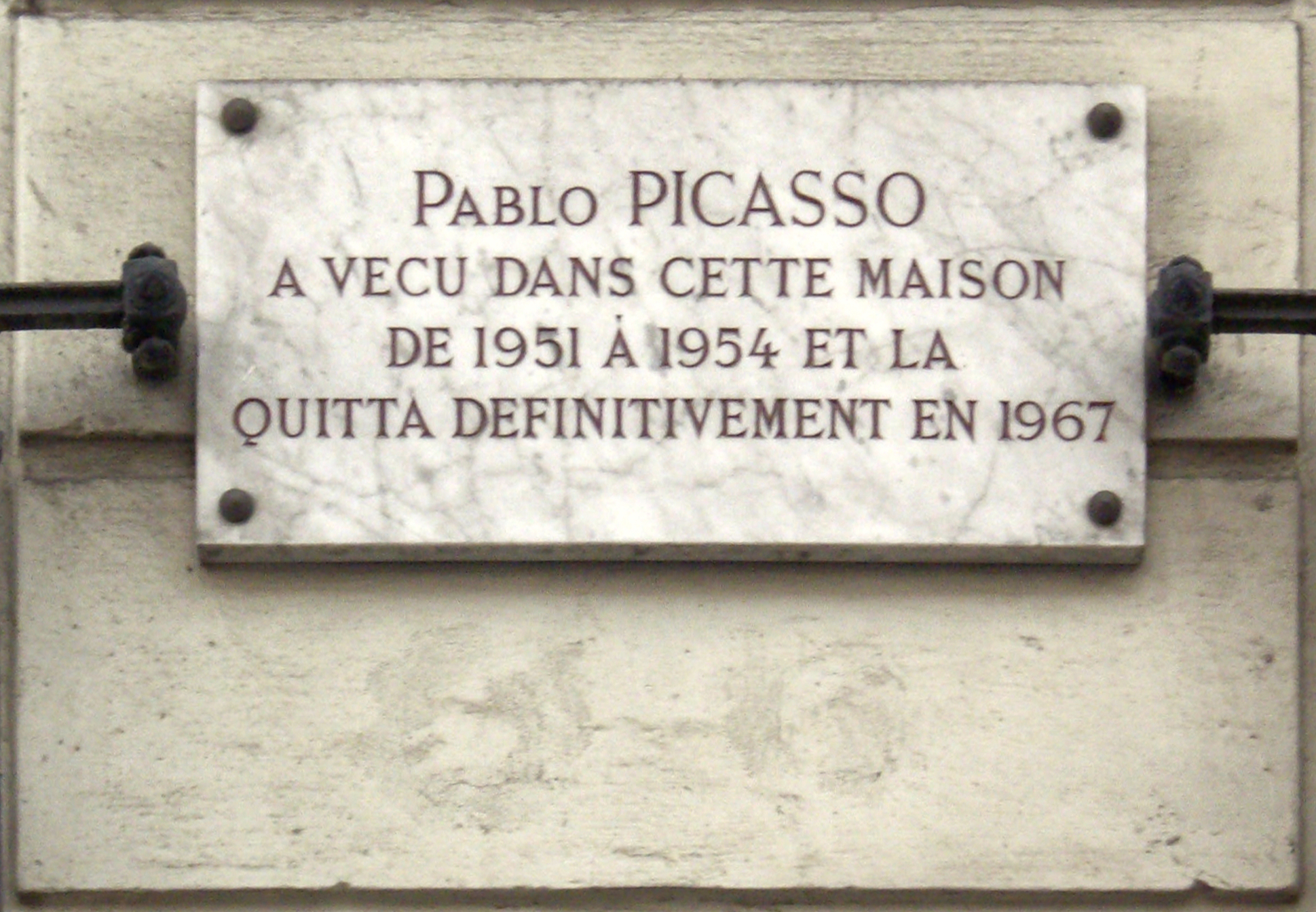
Plaque 9 rue Gay-Lussac, où il vit de 1951 à 1957.

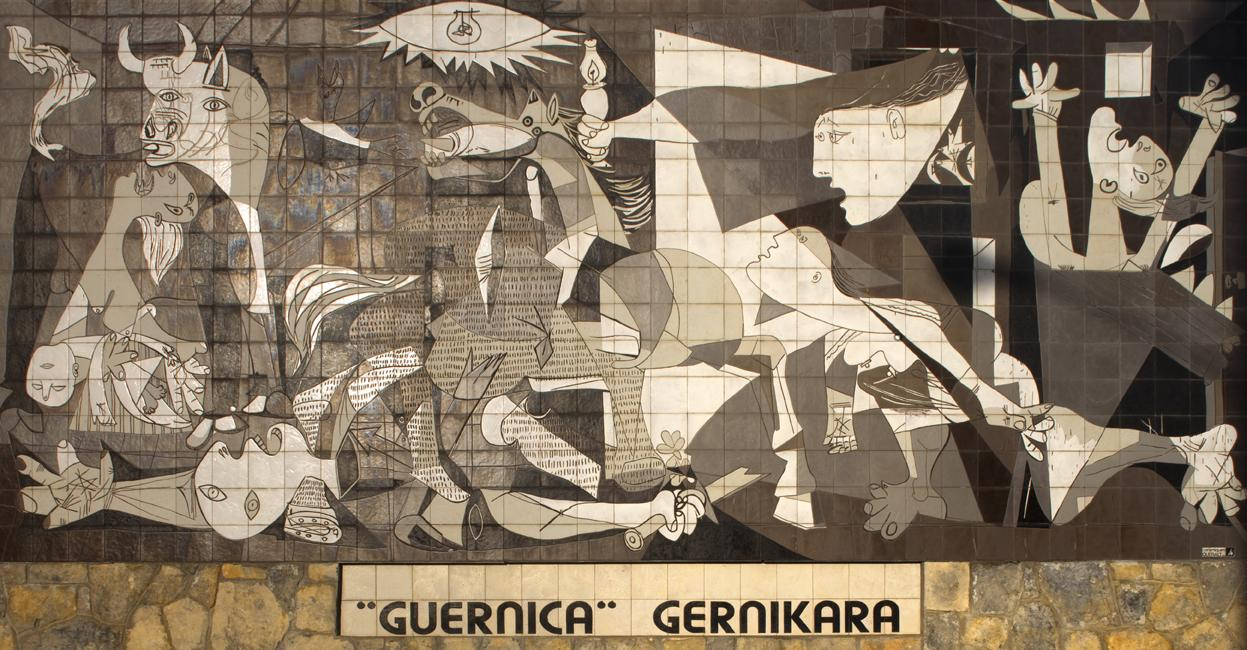
Mural du tableau de Guernica.

À la suite du bombardement de Guernica, le 26 avril 1937 pendant la guerre civile espagnole, Picasso est horrifié par ce crime et se lance dans la création d'une de ses œuvres les plus célèbres : Guernica. Il dit : « Cette peinture n’est pas faite pour décorer les appartements. C’est un instrument de guerre, offensif et défensif contre l’ennemi. » Elle symbolise toute l'horreur de la guerre et la colère ressentie par Picasso à la mort de nombreuses victimes civiles, causée par le bombardement des avions nazis à la demande du général Franco. Guernica est exposé dans le Pavillon espagnol de l'Exposition internationale à Paris en 1937. Cette même année Picasso demande sa naturalisation, ce qui lui est refusé ; il ne redemandera plus jamais la nationalité française.
Dans la même période, il réalise également une sorte de bande dessinée, Songe et mensonge de Franco. Dix-huit gravures dans lesquelles il inclut des textes poétiques. Il les destine à être tirées en cartes postales et vendues au profit des républicains espagnols.
Une anecdote veut qu'à Otto Abetz, ambassadeur du régime nazi à Paris, qui lui aurait demandé, sur le ton de la colère, lors d'une visite à son atelier devant une photo de la toile de Guernica : « C'est vous qui avez fait cela ? », Picasso aurait répondu : « Non… c'est vous. » Dans une interview accordée à Simone Tery, publiée le 24 mars 1945, dans Les Lettres françaises, il revient sur l'anecdote en disant qu'elle est « à peu près vraie » et précise qu'en réalité il distribuait aux visiteurs allemands des années 1940 des photos reproduisant le tableau, en les narguant d'un « Emportez-les. Souvenirs, souvenirs! ».
En octobre-décembre 1937, Picasso peint La femme qui pleure, puis, en 1938, fait un grand collage, Les Femmes à leur toilette. En juillet 1938, il va à Mougins avec Dora Maar. Début juillet 1939, toujours avec Dora, il part chez Man Ray à Antibes ; il y peint le tableau Pêche de nuit à Antibes.
La compagne du Man Ray, Adrienne Fidelin, est un de ses modèles longtemps non identifiés. De septembre 1939 au début de 1940, il est à Royan, où il réalise notamment Séquence de femmes au chapeau.

### Seconde Guerre mondiale
Pendant la guerre, Pablo Picasso vit à Paris sans être inquiété dans son atelier rue des Grands Augustins. Entre 1942 et 1943, il réalise l'assemblage, Tête de taureau, L'Aubade, L'Homme au mouton. Les archives sur le marchand d'art proche des nazis, Hildebrand Gurlitt, indiquent qu'il affirme avoir acheté une œuvre chez Picasso lui-même en 1942. Ses toiles seront régulièrement exposées dans des galeries d'art tel Louise Leiris. Durant toute l'occupation, Picasso aurait bénéficié de la protection de l'artiste allemand Arno Breker, qui était un grand admirateur de l'espagnol.
L'immense notoriété de Picasso lui procure une relative protection, sans lui épargner les tracasseries. Il est ainsi fiché comme « anarchiste » par la Sûreté. Son ami de longue date, Max Jacob est arrêté par la Gestapo d'Orléans, le 24 février 1944 à Saint-Benoît-sur-Loire, puis meurt au camp de Drancy. Jean Cocteau ira jusqu'à rédiger une pétition pour sa libération que ne signera pas Picasso, restant en retrait pour ensuite assister publiquement à l'enterrement de Jacob<. Après la libération de Paris, Alfred Barr essayera de faire croire que Picasso, qui n'a jamais fait partie de la résistance, cachait des résistants dans son atelier. Le 30 octobre 1944 s'ouvre le Salon d'automne où Picasso est exposé mais cela se termina par un scandale quand le public exigea qu'on décroche les toiles de l'artiste.

### Engagement au Parti communiste

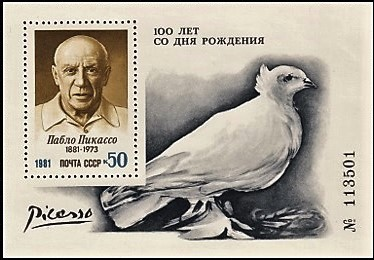
Timbre soviétique (1981) représentant Picasso et la colombe de la Paix.

Picasso adhère, le 5 octobre 1944, au Parti communiste français (PCF) et publie un article dans L'Humanité, les 29 et 30 octobre 1944, intitulé « Pourquoi j'ai adhéré au Parti communiste », dans lequel il explique que son engagement personnel date de la période de la guerre d'Espagne, renforcé par la lutte des résistants communistes français durant la guerre qui vient de s'achever, et qu'il ne lui suffit plus de lutter avec ses peintures « révolutionnaires » mais de « tout [lui]-même », adhérant à l'idéal communiste de progrès et de bonheur de l'homme,. S'il se sent proche des idéaux du parti, il n'en sera jamais un membre actif, gardant sa totale liberté d'expression et prenant position principalement à travers ses tableaux, dénonçant notamment la guerre de Corée en 1951 et prônant la paix contre la guerre dans de nombreuses œuvres. Picasso sera même en butte à de nombreux conflits avec les dirigeants du PCF, notamment quant à un portrait jugé peu respectueux de Joseph Staline, publié à la demande de Louis Aragon le 12 mars 1953 à la une des Lettres françaises. C'est l'affaire du portrait de Staline, au cours de laquelle le PCF oblige Louis Aragon à faire son autocritique.
Très opposé à la guerre, Picasso peint la célèbre Colombe de la paix (1949) à l'occasion de son adhésion au Conseil mondial de la paix et reçoit à ce titre un prix international de la paix en 1955. L'attrait pour les colombes chez le peintre remonte à son enfance, où son père utilisait des pigeons comme modèles que Picasso allait jusqu'à emporter avec lui à l'école. En 1956, lors de l'insurrection de Budapest, Picasso signera une tribune condamnant l'intervention de l'Armée rouge.

### Période de Vallauris

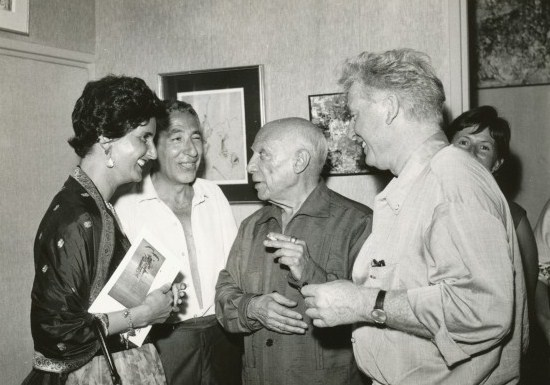
Picasso en 1962 avec Édouard Pignon (à droite) et André Verdet (à gauche) à l'ouverture de l'exposition « Soshana », dans le château Grimaldi à Antibes.

Le 7 octobre 1944 s'ouvre le Salon d'Automne et la rétrospective Picasso. Le Charnier (New York, Museum of Modern Art) est peint en avril-mai 1945. Picasso part avec Dora Maar pour le cap d'Antibes, en juillet, et, le 26 novembre, Françoise Gilot revient vivre chez Picasso.
En 1946, Picasso rejoint Françoise Gilot à Golfe-Juan, rend visite à Henri Matisse à Nice, puis part en juillet avec elle pour Ménerbes (Vaucluse). En août, il s'installe chez Louis Fort à Golfe-Juan, et commence le travail au château d'Antibes en octobre.
Lorsqu'il visite Vallauris à l'été 1946, il se rend chez Georges et Suzanne Ramié et modèle trois pièces de céramique. Lorsqu'il revient l'année suivante, il retrouve ses pièces et commence alors une période intense de production de céramique qu'on estime à près de 4 500 pièces.
Le 15 mai 1947, naît son fils Claude. En juin, le peintre part pour Golfe-Juan. Il s'installe à Vallauris en 1948 avec Françoise Gilot. Il retrouve cette année-là Eugenio Arias, soldat républicain de la guerre d'Espagne que La Pasionaria lui présente à Toulouse en 1945, qui devient son coiffeur attitré à Vallauris (Le Barbier de Picasso), et un ami proche.
Le 25 août 1948, Picasso est au Congrès des Intellectuels pour la Paix à Wroclaw. Revenu à Vallauris à la mi-septembre, il peint les deux versions de La Cuisine (l'une est actuellement au musée Picasso de Paris et l'autre au Museum of Modern Art de New York).
En février 1949, La Colombe est choisie par Aragon pour l'affiche du Congrès de la Paix qui ouvre à Paris, le 20 avril. Le 19 avril 1949 naît Paloma. Le 6 août 1950, Laurent Casanova inaugure L'Homme au mouton à Vallauris. Picasso exécute La Chèvre, La Femme à la poussette, La Petite Fille sautant à la corde. Le 15 janvier 1951, il peint Massacre en Corée.
En 1952, il dessine La Guerre et La Paix pour la décoration de la chapelle de Vallauris, qui deviendra le musée Picasso, il écrit une seconde pièce de théâtre : Les Quatre Petites Filles.
L'affaire du Portrait de Staline dans Les Lettres françaises se déroule en mars 1953. Françoise Gilot le quitte et part pour Paris avec les enfants.

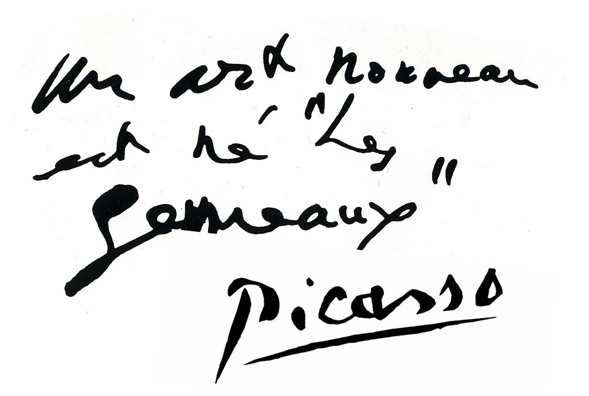
Signature de Pablo Picasso en 1954, lors de la réalisation de sa série de cinquante gemmaux.

Il fait les portraits de Sylvette David, en avril 1954. En juin, il rencontre Jacqueline Roque. C'est en décembre que débute la série des variations sur Les Femmes d'Alger, de Delacroix. Il s'installe en mai 1955 avec Jacqueline, à la villa La Californie, à Cannes. En juin a lieu une rétrospective au musée des arts décoratifs. Pendant l'été, il travaille avec Henri-Georges Clouzot pour le film, Le Mystère Picasso. Il découvre le gemmail et décide de réaliser Femme dans un fauteuil d’osier, ainsi qu'une cinquantaine d'œuvres qui seront présentées l'année suivante aux États-Unis, au Metropolitan Museum of Art et à l'Art Institute of Chicago…
En 1956, Les Baigneurs, les sculptures en bois (Stuttgart, Staatsgalerie) sont coulées en bronze. Il peint L'Atelier de la villa La Californie.

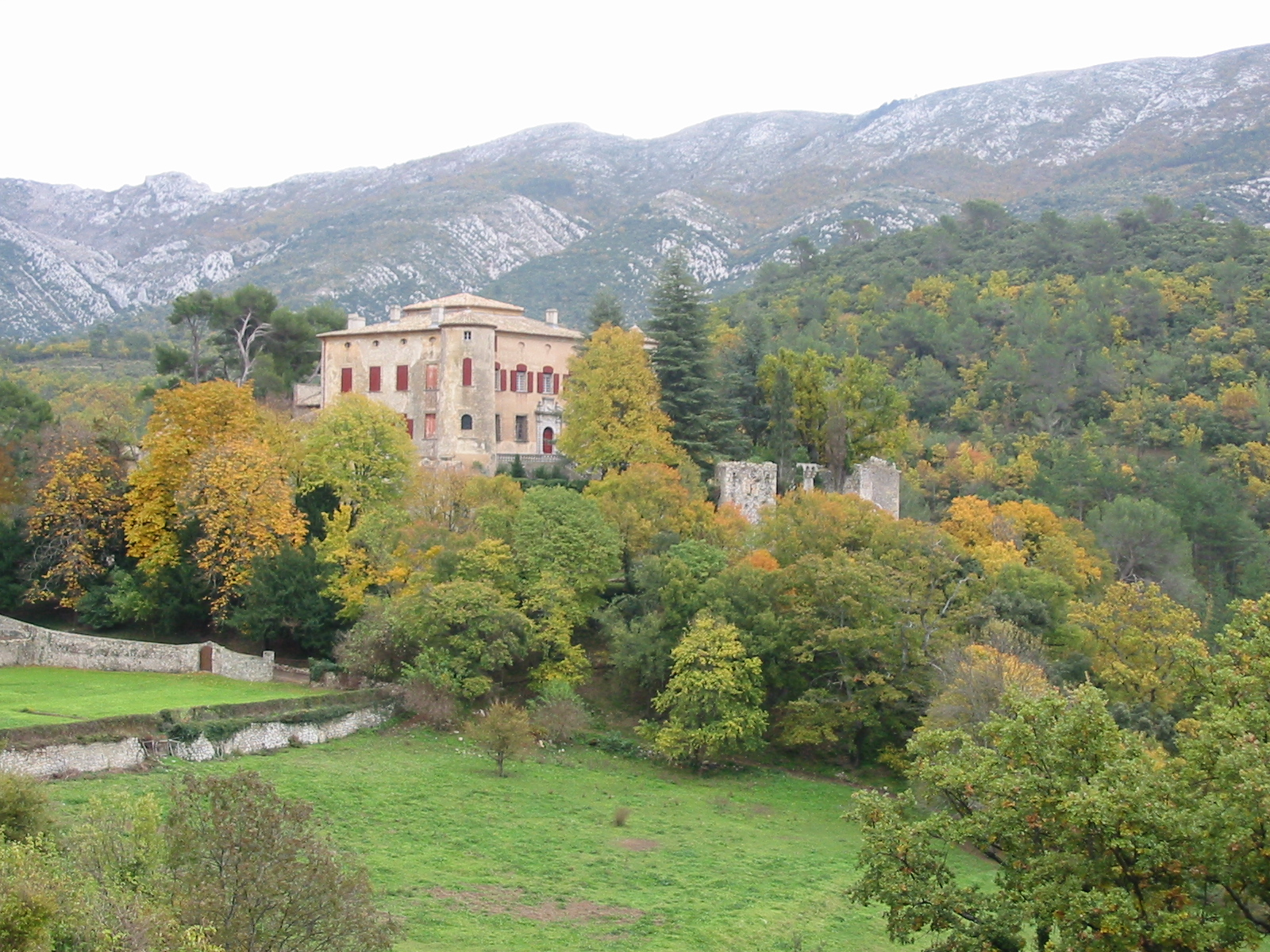
Le château de Vauvenargues, au pied de la montagne Sainte-Victoire, où réside Picasso de 1958 à 1961 et dans le parc duquel il est enterré.

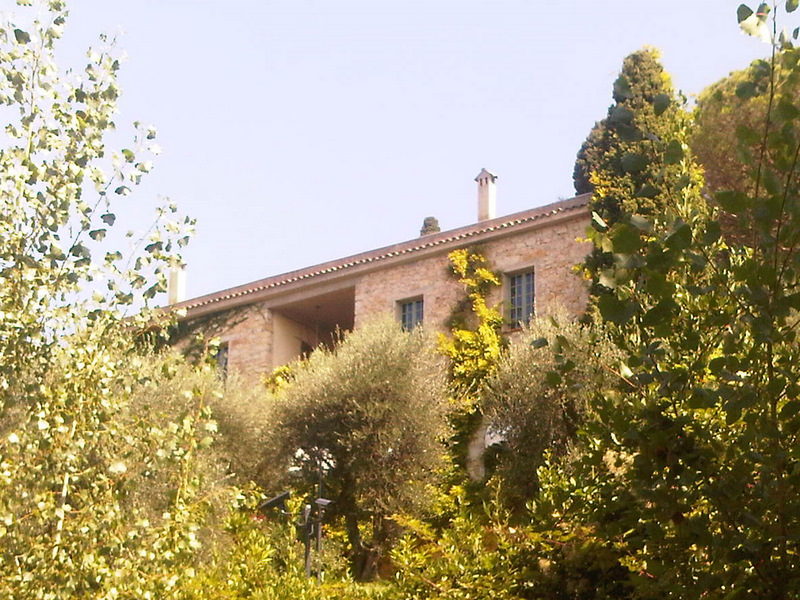
Mas Notre-Dame-de-Vie de Mougins, où réside Picasso de 1961 à sa mort en 1973.

Le 17 août 1957, il commence le travail sur Les Ménines (Barcelone, musée Picasso). Le 29 mars 1958 a lieu la présentation de la décoration pour l'Unesco : La Chute d'Icare. En septembre, Picasso achète le château de Vauvenargues, dans lequel il emménage l'année suivante, déclarant à Daniel-Henry Kahnweiler, son ami et marchand d'art, étonné : « J’ai acheté la Sainte-Victoire de Cézanne. Laquelle ? La vraie. »
Il peint La Baie de Cannes entre le 19 avril et le 9 juin 1958 depuis la villa La Californie, qu'il a achetée en 1955 dans le quartier du même nom, à Cannes, où il réside avec Jacqueline jusqu'en 1961. Les premiers dessins d'après Le Déjeuner sur l'herbe de Manet sont faits le 10 août 1959.
Il épouse Jacqueline à Vallauris, le 2 mars 1961, et en juin, s'installe au mas Notre-Dame-de-Vie de Mougins, à Mougins, près de Cannes. Il travaille sur les tôles découpées et peintes, La Chaise, La Femme aux bras écartés, La Femme à l'enfant, Les Footballeurs. En novembre 1962, il peint L'Enlèvement des Sabines, dont une version se trouve au musée national d'Art moderne de Paris.
En 1962, Serge Lifar, qui avait rencontré Picasso grâce aux ballets russes, le sollicite pour réaliser les décors du ballet Icare, qu'il s'apprête à remonter pour l'Opéra national de Paris. Bien que n'ayant pas travaillé pour le ballet depuis 1924, Picasso accepte le projet et fournit à l'Opéra une esquisse rappelant la Chute d'Icare réalisée pour le siège de l'UNESCO en 1985,.
L'inauguration de la rétrospective au Grand Palais et au Petit Palais se déroule le 19 novembre 1966. Au printemps 1967, Picasso est expulsé de son atelier de la rue des Grands-Augustins[réf. nécessaire]. En janvier 1970, le musée Picasso de Barcelone reçoit la donation des œuvres conservées par sa famille. Une exposition se déroule au Palais des Papes d'Avignon de mai à octobre.

### Dernières années
En avril 1971, la galerie Louise Leiris expose les 194 dessins réalisés entre le 15 décembre 1969 et le 12 janvier 1971. Nouvelle exposition à la galerie Louise Leiris, en janvier 1973, qui montre cette fois les 156 gravures, réalisées entre fin 1970 et mars 1972.
Picasso meurt le 8 avril 1973 d'une embolie pulmonaire. Il est enterré deux jours plus tard dans le parc du château de Vauvenargues dans les Bouches-du-Rhône, selon la décision de sa femme Jacqueline et de son fils Paulo, après que la mairie de Mougins a refusé l'inhumation sur sa commune, voyant en lui un « communiste milliardaire ». L'enterrement a lieu dans une ambiance familiale délétère, Marie-Thérèse Walter, sa fille Maya, Paloma, ainsi que son frère Claude se voyant interdire l'accès au château. Selon le vœu de Picasso, la sculpture monumentale en bronze La Femme au vase est scellée sur sa tombe, dans le parc du château. Jacqueline Roque sera elle-même enterrée à ses côtés en 1986.
Une exposition de 201 toiles se tient au Palais des Papes d'Avignon. Prévue de mai à septembre 1973, elle est finalement prolongée, selon les vœux de Jacqueline Picasso, jusqu'au début de l'année 1976, date à laquelle une partie des tableaux exposés sont dérobés entraînant la fermeture définitive de l'exposition.

## Un héritage sans testament
Mort sans avoir laissé de testament, Picasso aurait dit : « Quand je mourrai, ça sera un naufrage. Quand un grand navire sombre, bien des gens alentour sont aspirés par le tourbillon, cela sera pire que ce que l'on imagine[source insuffisante]. »
Ses héritiers légaux sont son fils Paulo et Jacqueline Roque, les trois autres enfants étant nés hors mariage ; mais ces derniers gagnent en 1974 leur procès en reconnaissance de droit à l'héritage.
La mort prématurée de Paulo provoque une querelle autour de cet héritage lucratif, « héritage du siècle », évalué en 1977, après quatre années d'inventaire dans les onze propriétés de Picasso par le commissaire-priseur Maurice Rheims, à 1,4 milliard de francs, soit l'équivalent de 700 millions d'euros (valeur 2010), sans compter les droits patrimoniaux.
La dation permet aux héritiers de l'artiste de régler leurs énormes droits de succession en cédant des œuvres à l'État, qui sont regroupées principalement dans le musée Picasso, dont la collection de 5 000 œuvres (232 tableaux, 158 sculptures, 88 céramiques, 1 500 dessins et papiers collés, 1 600 gravures) représente la plus importante collection publique du peintre au monde. Selon Olivier Widmaier Picasso, son patrimoine est aujourd'hui estimé à dix milliards d'euros.
Depuis 1995, c'est la société Picasso Administration qui gère les droits des héritiers liés à l'œuvre, au nom et à l'image du peintre. Cette société est gérée et fondée par Claude Picasso qui a été désigné le 24 mars 1989 par le tribunal de grande instance de Paris pour régler l'indivision de la succession de son père. Elle est aussi amenée à exercer son expertise pour authentifier les œuvres du peintre, comme dans l'affaire des 271 Picasso de Pierre Le Guennec.

## Place des femmes dans son œuvre et descendance
Les femmes ont joué un rôle important dans la vie de Picasso. Sept femmes en particulier ont marqué les grandes étapes de sa vie : Fernande Olivier, Eva Gouel, Olga Khokhlova, Marie-Thérèse Walter, Dora Maar, Françoise Gilot, Jacqueline Roque ; à chacune d'elles, on peut rattacher une période majeure de son œuvre.
Picasso a eu quatre enfants avec trois d'entre elles :
- Paulo Picasso (4 février 1921 - 5 juin 1975), avec sa première épouse Olga Khokhlova ;
- Maya Widmaier-Picasso (5 septembre 1935 - 20 décembre 2022), avec Marie-Thérèse Walter ;
- Claude Picasso (15 mai 1947 - 24 août 2023), avec Françoise Gilot ;
- Paloma Picasso (née le 19 avril 1949), avec Françoise Gilot.

Les femmes qu'il fréquentait jouaient le rôle d'assistantes, d'aides à la création[réf. nécessaire] et de muses, et leur présence dans son œuvre est importante, en témoigne la place récurrente du motif féminin. La variation de ses relations a influencé la progression de son style au cours de sa carrière. Par exemple, les portraits de sa première épouse, Olga Khokhlova, sont d’un style naturaliste durant sa période néoclassique. Sa relation avec Marie-Thérèse Walter a inspiré beaucoup de ses œuvres surréalistes, ainsi que son « Année des Merveilles ».
La réapparition du thème des acrobates en 1905 met fin à sa période bleue, pour enchaîner vers sa période rose. Cette transition a été cependant incorrectement attribuée à la présence de Fernande Olivier dans sa vie.
La photographe et peintre Dora Maar a également été la maîtresse de Picasso. Ils se sont principalement fréquentés à la fin des années 1930 et au début des années 1940, et c’est elle qui a documenté la peinture de Guernica.

### Critiques sur ses relations avec les femmes
Il est souvent dit de Picasso qu’il était un « homme à femmes » misogyne,. Une de ses dernières compagnes, la peintre Françoise Gilot, écrit dans Vivre avec Picasso qu’il aurait dit : « Les femmes sont des machines à souffrir. » Et aussi : « Pour moi, il n’y a que deux types de femmes : les déesses et les paillassons. »
Dans ses mémoires, Grand-père, Marina Picasso, sa petite-fille, décrit ainsi son traitement des femmes : « Il les soumettait à sa sexualité animale, les apprivoisait, les ensorcelait, les ingérait et les détruisait sur ses toiles. Après avoir passé de nombreuses nuits à extraire leur essence, une fois qu’elles étaient asséchées, il les délaissait. »
La violence de Picasso envers les femmes qu'il fréquentait pourrait être une explication des portraits souvent déconstruits des femmes qu'il représentait[réf. nécessaire], comme La Femme qui pleure, qui représente Dora Maar éplorée. Dora Maar était régulièrement battue[réf. nécessaire] et dénigrée par Picasso.
Deux des femmes importantes de sa vie, Marie-Thérèse Walter, qu'il rencontre en 1926 — il a 45 ans et elle 17 —, mère d’un de ses enfants, et Jacqueline Roque, sa seconde épouse, se sont suicidées (des années après sa mort). D’autres, comme Olga Khokhlova, sa première épouse, ou l'artiste Dora Maar, ont souffert de dépressions liées à leur relation avec lui. Son fils, Paulo, est mort d’alcoolisme en raison d’une dépression. Son petit-fils, Pablito, s'est aussi suicidé en ingérant de l’eau de javel, alors que Jacqueline Roque l’empêchait d’assister aux funérailles de l’artiste.
Les critiques sur Pablo Picasso et sur son attitude envers son entourage ont notamment été développées dans le livre de la journaliste Sophie Chauveau Picasso, le Minotaure, paru chez Gallimard en 2020.
En 2021, dans un épisode du podcast Vénus s'épilait-elle la chatte ? intitulé Picasso, séparer l'homme de l'artiste, Julie Beauzac revient avec Sophie Chauveau sur la figure de Picasso et notamment sur sa misogynie.
De juin à septembre 2023, le Brooklyn Museum de New York montre l'exposition It’s Pablo-matic: Picasso According to Hannah Gadsby organisée par un ensemble de commissaires dont Hannah Gadsby, l'humoriste australienne qui avait critiqué la figure de Picasso dans son spectacle Nanette. À cette occasion, Gadbsy remet en question l'idée du « génie artistique » de l'artiste, sa créativité naturelle et sa misogynie à travers une sélection d'œuvres créées majoritairement par des artistes féministes comme Ana Mendieta ou Kiki Smith.

## Zoom sur l'œuvre

### Picasso et la corrida

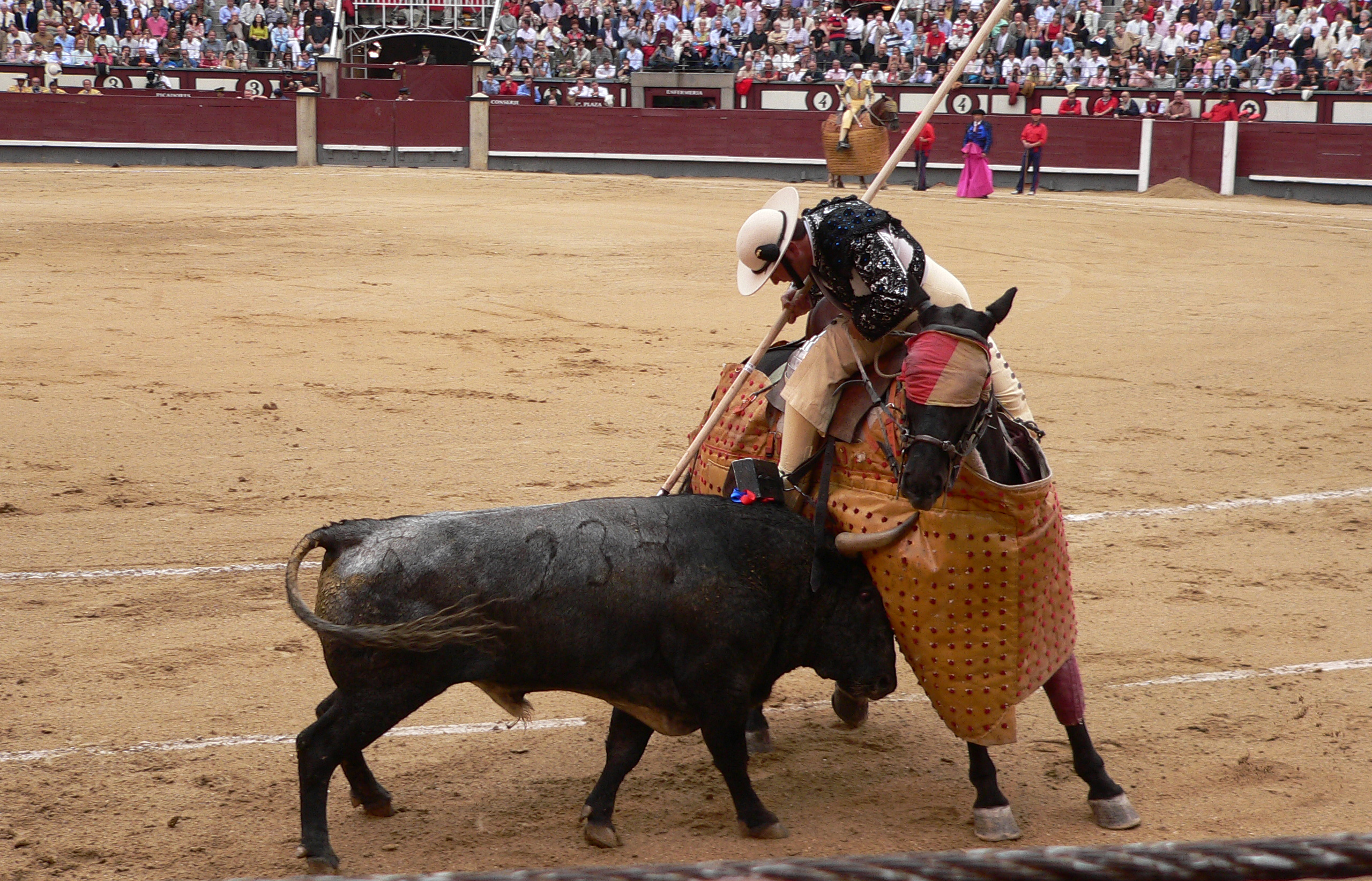
Picador.

La tauromachie est un thème important dans toute l'œuvre de Picasso, depuis ses débuts d'enfant peintre jusqu'à la fin de sa vie. Tout jeune, il va avec son père dans les arènes de Malaga et c'est ensuite en France, à Arles, à Nîmes et dans tout le Sud qu'il continue à suivre les ferias. Cette passion de son enfance ne l'a jamais quitté. Il avouait que s'il avait eu à choisir, il aurait été picador et non torero. Fervent amateur, il entraîne dans son sillage tout un monde d'intellectuels. Dès 1910, il initie Georges Braque et Max Jacob à l'art de la corrida.
Sa première peinture de corrida connue date de 1889 et s'intitule Petit picador jaune. Cheval éventré de 1917 est une première approche de ce qui deviendra plus tard le cheval de Guernica. Le thème du Minotaure, inspiré du taureau et des légendes grecques, revient dans une série d'œuvres à forte connotation sexuelle, couramment rassemblées sous le titre Minotauromachie, tel Le Minotaure et la jeune fille (1934-1936). C'est dans ce style de la Minotauromachie qu'il illustre en 1930 les Métamorphoses d'Ovide. En 1933, il réalise la couverture du premier numéro de la revue surréaliste, Minotaure, fondée par Georges Bataille et éditée par Albert Skira, le 25 mai 1933.
Dès 1930, Picasso a déjà entraîné dans les arènes Robert Desnos, Francis Picabia, Jean Cocteau, Paul Éluard ou René Char. En septembre 1933, il peint à Boisgeloup La Mort du toréro. Plus tard, en pleine période abstraite, il livre une Nature morte à l'épée de matador (1943). Après la guerre, il va aux arènes avec George Bataille et Michel Leiris ; et à Vallauris, en 1948, il fait organiser des corridas qui attirent des célébrités.
Mais sa contribution la plus importante à l'art de la tauromachie est son livre Toros y toreros, publié en 1953 avec un texte de son ami le torero Luis Miguel Dominguin.
Enfin, la corrida est également très présente dans son important travail céramique.

### Écriture et livres illustrés
En 1931, il participe à l'édition de deux livres majeurs accompagnés d'estampes : Les Métamorphoses d'Ovide, avec 30 gravures à l'eau-forte et Le Chef-d'œuvre inconnu de Balzac, avec 13 gravures à l'eau-forte. Au total, Picasso illustrera plus de 150 ouvrages durant sa vie, parmi lesquels des chefs-d'œuvre du XXe siècle : Le Chant des morts, de Pierre Reverdy, avec 125 lithographies ; La Célestine de Fernando de Rojas, avec 66 eaux-fortes et aquatintes ; vingt poèmes de Luis de Góngora, avec 41 eaux-fortes et aquatintes ; L'Histoire naturelle de Buffon, avec 31 gravures à l'aquatinte ; la Tauromaquia (1959), avec 27 gravures à l'eau-forte et aquatinte, et aussi Toros y toreros (1961), avec un texte sur la corrida de Luis Miguel Dominguin, et une étude de Georges Boudaille. Une édition de luxe tirée à 150 exemplaires comporte une suite de 15 dessins sur papier Arches et une lithographie.
En 1935, il se consacre intensément à l'écriture de poèmes, en écrivant près de 400 sur une courte période. Durant la Seconde Guerre mondiale, Picasso écrit en 1941 une pièce de théâtre de style surréaliste, Le Désir attrapé par la queue, dont il donnera une lecture le 19 mars 1944, chez Michel Leiris, avec ses amis Simone de Beauvoir, Jean-Paul Sartre, Albert Camus, Louise Leiris, Pierre Reverdy entre autres. La pièce sera finalement créée en juillet 1967. Il a écrit également deux autres œuvres littéraires Les Quatre Petites Filles et L'Enterrement du comte d'Orgaz.

### Une cote exceptionnelle
Selon Guillaume Cerutti, président de Sotheby's France, « au mépris de la loi selon laquelle ce qui est rare est cher, il est celui qui atteint les prix les plus élevés. Il est l'artiste universel par excellence : il est recherché comme un trophée, un nom familier, comme un artiste immense, par les collectionneurs du monde entier ».
La collection du musée Picasso de Paris a été estimée à environ 10 milliards d'euros en 2013, selon Anne Baldassari, sa directrice de l'époque.
Le 10 novembre 1999, chez Sotheby's à New York, un portrait de Dora Maar provenant de la collection d'Eleanore et Daniel Saidenberg, intitulé Femme assise dans un jardin, une huile sur toile datée de 1938, s'est vendu pour 49 502 500 $, soit une somme supérieure à 45,8 millions d'euros ; ce fut à l'époque la deuxième enchère jamais atteinte pour une œuvre d'art[réf. nécessaire].
Depuis, Dora Maar au chat (1941) s'est vendu 95 216 000 $ le 3 mai 2006 chez Sotheby's, acquise par un acheteur russe (l'estimation n'en donnait pas plus de 70 millions), sans toutefois détrôner le Garçon à la pipe (1905), provenant de la Greentree Foundation, et auparavant des collections de monsieur et madame John Hay Whitney, vendu 104 168 000 $ deux ans plus tôt, le 5 mai 2004 chez Sotheby's, ce qui constitua le premier tableau dans l'histoire dépassant la barre symbolique des 100 millions de dollars. En 2007, aux enchères, la Femme à la mandoline s'est vendue pour 27 millions d'euros[réf. nécessaire], le Mousquetaire et nu assis a été vendu pour 9,954 millions d'euros en juin 2007, et la Tête d'Arlequin a atteint 15,16 millions de $.
Le 3 mai 2010, Nu au plateau de sculpteur (1932) est devenu l'œuvre d'art la plus coûteuse jamais vendue aux enchères, en étant adjugée chez Christie's, à New York, pour 106,5 millions de $,.
Des croquis de l'artiste sur papier sont en revanche nettement moins chers. Le dessin Buste de femme au corsage blanc (1957) a été vendu pour 40 000 euros en 2007. L'estimation était de 30 000 euros[réf. nécessaire].
Le 11 mai 2015, Les Femmes d'Alger (version O), toile peinte en 1955, vendu 179,36 millions de dollars, devient, pour un temps, la toile la plus chère du monde. En 2016, un collage de Picasso de 1914 est acquis par le musée de Grenoble pour la somme de 750 000 euros.
Le portrait de Marie-Thérèse Walter intitulé Femme au béret et à la robe quadrillée, peint par Picasso en 1937, est vendu aux enchères à Londres chez Sotheby's le 28 février 2018 pour un montant de 69,4 millions de dollars.

## Reconnaissance institutionnelle

### Lieux de vie et de mémoire de Picasso
- Picasso à Vallauris sur la Côte d'Azur
- Villa La Californie à Cannes
- Château de Vauvenargues en Provence
- Mas Notre-Dame-de-Vie de Mougins près de Cannes

### Musées Picasso
- Musée Picasso (Barcelone)

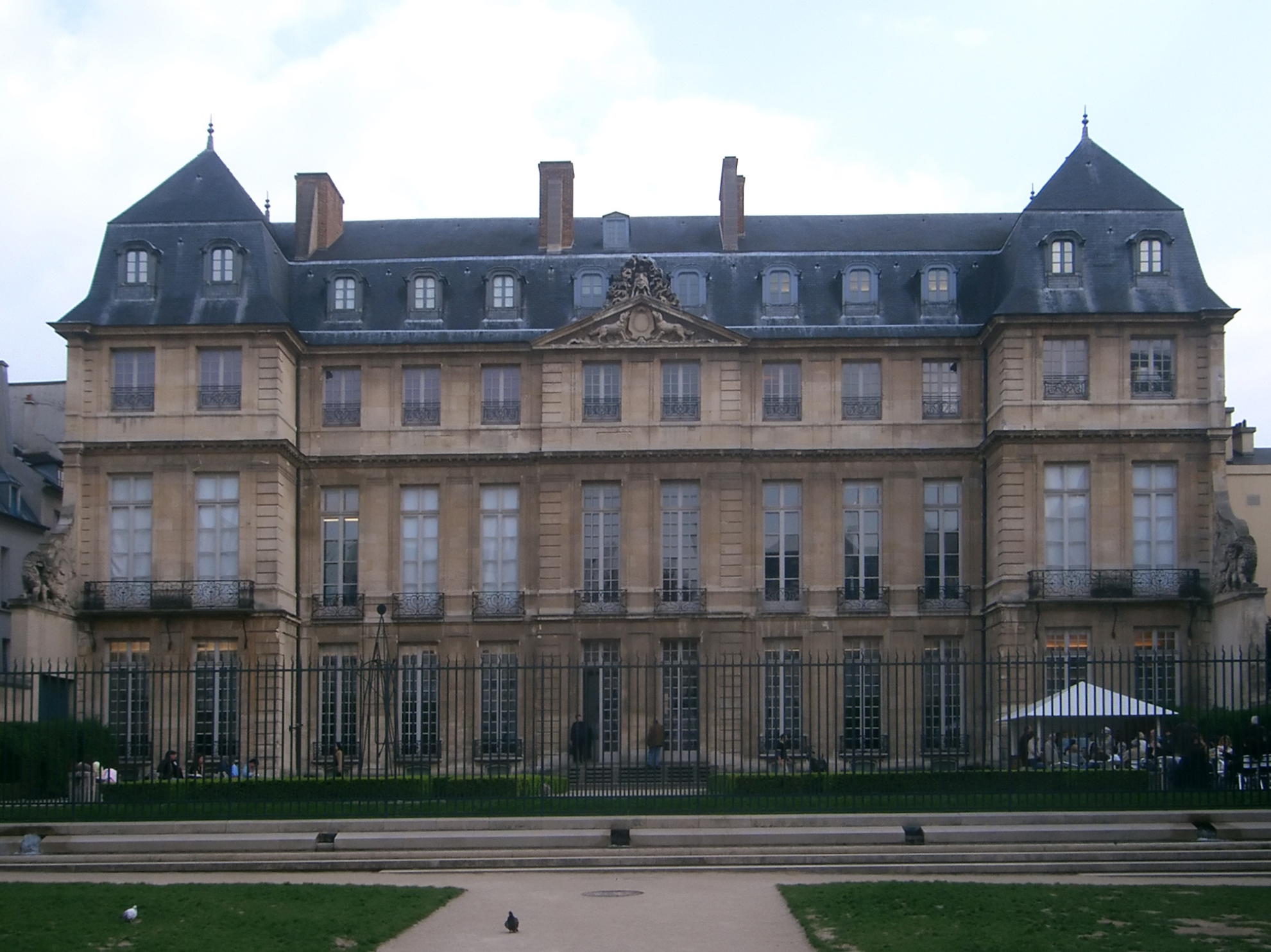
Musée Picasso (Paris) à l'hôtel Salé.

- Musée Picasso (Horta de Sant Joan)
- Musée Picasso (Malaga)
- Musée Picasso (Münster)
- Musée Picasso (Paris)
- Musée Picasso (Vallauris)
- Musée Picasso (Antibes)
- Musée Collection Rosengart (Lucerne)

### Écoles Picasso
En France, en 2015, 78 établissements scolaires portent son nom, fait rarissime pour une personnalité étrangère.

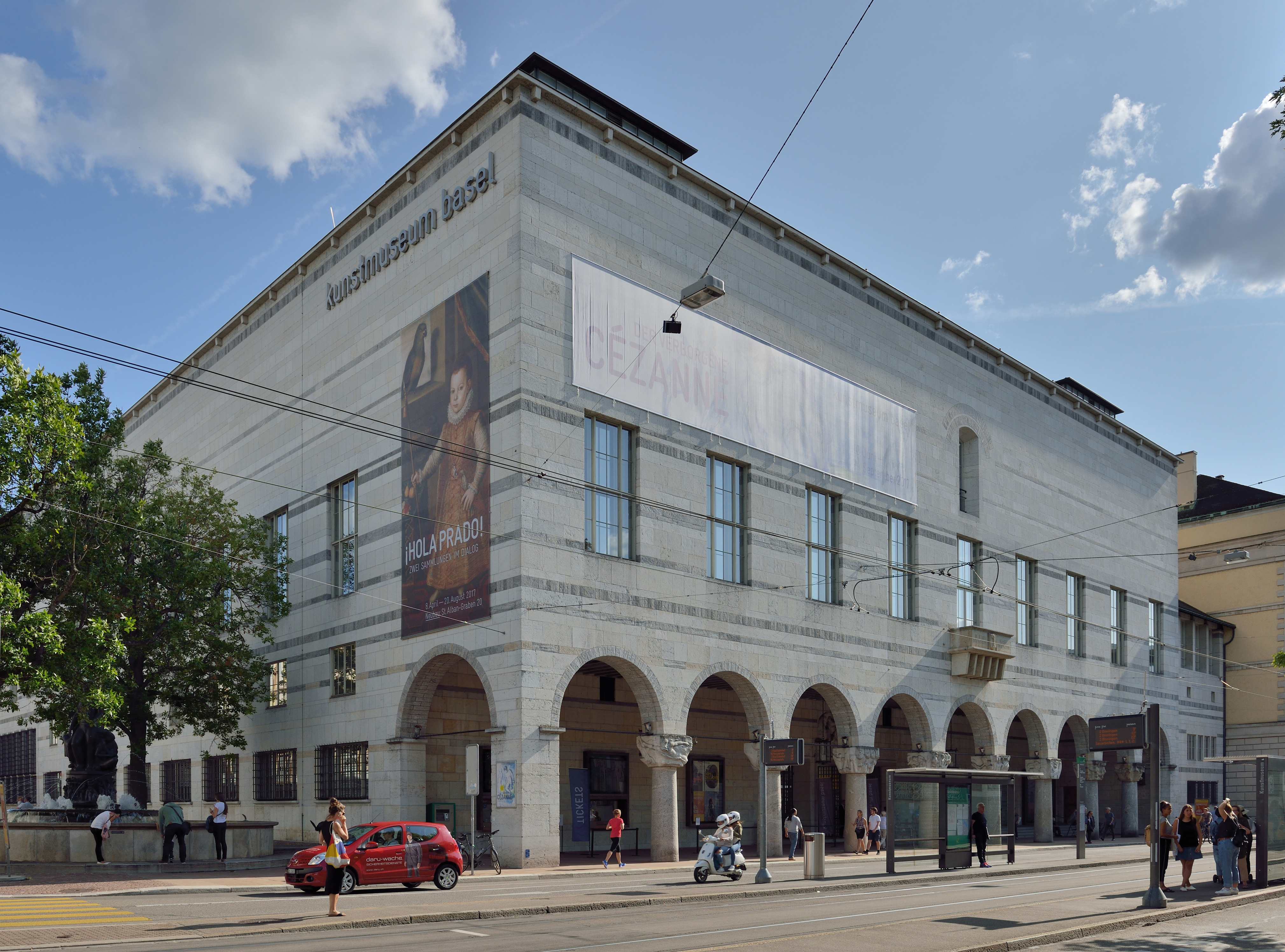
Le musée d'art de Bâle.

### Le «miracle» de Bâle
Une compagnie d'assurance suisse avait acheté deux tableaux de Picasso pour diversifier ses placements et servir de garantie pour les risques assurés. À la suite d'une catastrophe aérienne, elle dut acquitter de lourds remboursements. Elle décida alors de se séparer des deux tableaux, confiés en dépôt au musée des beaux-arts de Bâle. Plusieurs citoyens bâlois demandèrent alors une votation, sorte de référendum local, pour que les Picasso soient achetés par le canton de Bâle, votation couronnée de succès. Les tableaux restèrent donc au musée. Informé de cette démarche, Picasso offrit trois tableaux et une esquisse au musée; la ville le gratifia alors du titre de citoyen d'honneur.
Le poète belge Louis-Philippe Kammans évoque ce fait dans son poème Autour d'un musée, consacré au musée des Beaux-Arts :
« … Et le peuple bâlois dans un référendum

Dimanche a décidé de donner huit millions

Pour deux beaux Picasso qui valent cette somme

Et qu'ils iront chérir les dimanches en rond… »

## Dans la culture populaire

### Littérature
- Patrick Grainville, Les Yeux de Milos, Éditions du Seuil, 2021  (ISBN 978-2021468663)

### Bande dessinée
Série Pablo sur la vie de Pablo Picasso, de Julie Birmant et Clément Oubrerie :
- Tome 1 : Max Jacob, janvier 2012, Dargaud  (ISBN 978-22-0506-9365)
- Tome 2 : Apollinaire, septembre 2012, Dargaud  (ISBN 978-22-0507-0170)
- Tome 3 : Matisse, avril 2013, Dargaud  (ISBN 978-22-0507-0187)
- Tome 4 : Picasso, mars 2014, Dargaud  (ISBN 978-22-0507-1160)
- Tome 0 : Pablo. Le Paris de Picasso, par Neville Rowley, Julie Birmant et Clément, octobre 2014, Dargaud

### Publicité
Les voitures Citroën Picasso ont été commercialisées entre 1998 et 2018 par la marque Citroën. La publicité pour cette gamme d'automobiles était axée en particulier sur les coloris, en référence aux diverses périodes du peintre.

### Filmographie

#### Documentaire
- 1955 : Le Mystère Picasso d'Henri-Georges Clouzot
- 1967 : Le Regard Picasso de Nelly Kaplan
- 2013 : Secrets d'Histoire épisode Le mystère Picasso de David Jankowski[132],[133]
- 2014 : Picasso, l’inventaire d’une vie de Hugues Nancy
- 2021 : Correspondances : Jean Cocteau - Pablo Picasso, documentaire de Dorothée Lachaud
- 2023 :
  - Picasso - Les premières fois de Manuel Rodríguez.
  - Picasso sans légende de Manuelle Blanc

#### Fictions
- 1958 : Pekka ja Pätkä miljonääreinä, joué par Toimi Kiviharju
- 1975 : Paul Gauguin, joué par Gabriel Jabbour
- 1978 : Il furto della Gioconda, joué par Bruno Cirino
- 1978 : Les Folles Aventures de Picasso, joué par Gösta Ekman
- 1987 : American Playhouse, joué par Adolfo Vargas
- 1988 : The Legendary Life of Ernest Hemingway, joué par José Luis Gómez.
- 1989 : Modigliani, joué par David Brandon
- 1991 : Dalí, joué par Anani Yavashev
- 1992 : Les Aventures du jeune Indiana Jones, joué par Danny Webb
- 1993 : El joven Picasso, joué par Tony Zenet
- 1993 : Animaniacs, joué par Jeff Bennett
- 1994 : Yo Picasso, joué par Brian Cox.
- 1996 : Surviving Picasso de James Ivory, interprété par Anthony Hopkins
- 1997 : Pterodactyl Woman from Beverly Hills, joué par Ron Soble
- 1997 : Snide and Prejudice, joué par Mick Fleetwood
- 1997 : Picasso in München, joué par Herbert Achternbusch
- 2001 : Matisse and Picasso: A Gentle Rivalry, joué par Miguel Ferrer
- 2004 : Modigliani, joué par Omid Djalili
- 2007 : Monsieur Max, joué par Féodor Atkine, Raphaël Goldman, Nazim Boudjenah
- 2008 : Óscar. Una pasión surrealista, joué par Alejandro Jornet
- 2009 : El Vuelo del Poeta: Una Historia Sobre Vicente Huidobro, joué par Andrés Velasco.
- 2011 : La Femme qui pleure au chapeau rouge (téléfilm), de Jean-Daniel Verhaeghe, interprété par Thierry Frémont
- 2011 : Lives and Deaths of the Poets, joué par Raja Deka
- 2011 : Minuit à Paris, joué par Marcial Di Fonzo Bo
- 2011 : At Apollinaire's Grave, joué par Alec Gray
- 2012 : La banda Picasso, joué par Ignacio Mateos
- 2012 : The Irate Gamer, joué par Chris Bores
- 2013 : 33 dias de Carlos Saura, interprété par Antonio Banderas
- 2013 : Epic Rap Battles of History, joué par Epic Lloyd
- 2013 : Remix the Movies, joué par Henrik Kromann
- 2011 : Trimming Pablo, joué par Paul Freeman
- 2014 : Caravaggio and My Mother the Pope, joué par Denny Porschie, Mike Nitzani
- 2018 : Genius (série télévisée du National Geographic, 10 épisodes), interprété par Antonio Banderas

### Spectacle
- 1997 : La Vie en bleu, comédie musicale de Jean-Michel Bériat et Raymond Jeannot, musique de Pascal Stive, théâtre Mogador

#### Catalogues raisonnés
- Pierre Daix et Joan Rosselet, Le Cubisme de Picasso. Catalogue raisonné de l'œuvre peinte 1907-1916, Ides et Calendes, coll. « Catalogues raisonnés », 1979 et 2000, 378 p.  (ISBN 978-2-8258-0094-2).
- Christian Zervos, Catalogue raisonné des œuvres de Pablo Picasso, Paris, éditions Cahiers d'art, 1932-1978.
- Herschel Chipp, Picasso's Paintings, Watercolors, Drawings and Sculpture : A Comprehensive Illustrated Catalogue - 1885-1973, 28 volumes, San Francisco, Alan Wofsy Fine Arts, 1995-2016.

#### Catalogues de musées
- Musée Picasso de Barcelone, catalogue, Éditorial Escudo de Oro  (ISBN 978-84-378-0925-0).
- Gérald Collot, Picasso. Œuvre gravé, 1904-1968, Éditions des musées de Metz, 1973, 28 p.
- Picasso, Form und Graphik/Sammlung Ludwig Köln, VG Bild Kunst, Bonn, 1996  (ISBN 978-3-930054-24-4).
- Cécile Godefroy et Virginie Perdrisot, Picasso : Sculptures, éditions Somogy et musée Picasso de Paris/Palais des beaux-arts de Bruxelles, 2016  (ISBN 978-2-7572-1079-6).
- Collectif, Picasso. Au cœur des ténèbres (1939-1945), Paris, In Fine Éditions d'art, octobre 2019, 320 p. (ISBN 978-2-902302-42-0)

#### Essais et monographies
- Anne Baldassari (dir.), Picasso surréaliste, Paris, Flammarion, 2008.
- Marie-Laure Bernadac et Michael Androula, Picasso. Propos sur l'art, éditions Gallimard, coll. « Art et artistes », 1998 (ISBN 978-2-07-074698-9).
- Paule du Bouchet et Marie-Laure Bernadac, Pablo Picasso, éditions Gallimard, coll. « Découvertes Gallimard/Arts » (no 4), 2007.
- Brassaï, Conversations avec Picasso, Paris, Gallimard, 1964, rééd. 1997.
- Pierre Cabanne, Le Siècle de Picasso, 4 tomes. Tome I : La Naissance du cubisme ; tome II : L'Époque des métamorphoses ; tome III : La Guerre ; tome IV : La Gloire et la Solitude, Paris, Denoël, 1975.
- Sophie Chauveau, Picasso, le minotaure: 1881-1973, Gallimard, 2020.
- Jean Clair (dir.), Picasso. Sous le soleil de Mithra, Fondation Pierre Gianadda, 2001  (ISBN 978-2-88443-065-4 et 2-88443-065-2).
- Pierre Descargues, Picasso, Paris, Éditions Universitaires, coll. « Témoins du XXe siècle », 1956.
- Pierre Descargues, Picasso de Draeger, avant-propos de Francis Ponge, avec la collaboration pour les photographies d'Edward Quinn, éditions Draeger, 1974.
- Philippe Dagen, Picasso, Paris, Hazan, 2008.
- Pierre Daix, Picasso, Paris, Hachette littérature, 2009  (ISBN 978-2-01-279477-1).
- Pierre Daix, Gérard Gosselin et Raymond Bachollet, Picasso et la presse - Un peintre dans l'histoire, Cercle d'art, 2000.
- Pierre Daix, Picasso créateur. La vie intime et l'œuvre, Éditions du Seuil, 1987.
- Pierre Daix, La Vie de peintre de Pablo Picasso, Paris, Éditions du Seuil, 1977.
- Dominique Dupuis-Labbé, Picasso érotique, Gallimard, 2001  (ISBN 9782070760886).
- Henry Gidel, Picasso, Flammarion, 2002.
- Françoise Gilot, Vivre avec Picasso, 1964.
- Aïcha Ibrahim, Le Miroir des formes, Tunis, Centre d'études et de recherches économiques et sociales, 2004.
- Élisabeth Lièvre-Crosson, Du cubisme au surréalisme, coll. « Les Essentiels » no 20, Milan, 1995  (ISBN 978-2-84113-272-0).
- Laurence Madeline, Picasso devant la télé, Dijon, Les Presses du réel, 2013, 96 p.  (ISBN 978-2-84066-509-0).
- Robert Maillard et Frank Elgar, Picasso, étude de l'œuvre et étude biographique, Paris, Hazan, 1955.
- Jacques Perry, Yo Picasso (Autobiographie imaginaire), Monaco, J.-C. Lattès, 1982, 482 p. (BNF 40200547) - autre édition : Le Bateau ivre 2015 (BNF 44448393).
- Marina Picasso, Grand-père, Folio, 2003.
- Cesareo Rodriguez-Aguilera, Picasso de Barcelone, traduit de l'espagnol par Robert Marrast, Paris, éditions du Cercle d'art, 1975  (ISBN 978-2-7022-0103-9).
- William Rubin, Picasso et Braque. L'invention du cubisme, Paris, Flammarion, 1990  (ISBN 978-2-08-011401-3).
- Jaume Sabartés et Wilhelm Boeck, Picasso, Paris, Flammarion, 1955.
- Lydie Salvayre, Le Vif du vivant, Cercle d'Art, 2001.
- Léo Steinberg, Trois études sur Picasso, Éditions Carré, coll. « Arts et Esthétiques », no 9, 1996  (ISBN 978-2-908393-44-6).
- Ingo F. Walther, Picasso, Taschen, 2000  (ISBN 978-3-8228-6173-8).
- Olivier Widmaeir-Picasso, Picasso portrait intime, Albin Michel, 2013.
- Adrien Le Bihan, Le désir de Velázquez attrapé par Picasso, Le temps qu'il fait, 2020  (ISBN 978-2-86853-667-9).

#### Podcasts
- Julie Beauzac, Picasso, séparer l'homme de l'artiste, « Vénus s'épilait-elle la chatte ? », 2021.

#### Notices et dictionnaires
- Ressources relatives aux beaux-arts :   - Académie des arts de Berlin
  - AGORHA
  - Art Institute of Chicago
  - Art UK
  - Artists of the World Online
  - Auckland Art Gallery
  - Bénézit
  - Bridgeman Art Library
  - British Museum
  - Collection de peintures de l'État de Bavière
  - Cooper–Hewitt, Smithsonian Design Museum
  - Delarge
  - Galerie nationale de Finlande
  - Grove Art Online
  - Kunstindeks Danmark
  - MNBAQ
  - Musée d'art Nelson-Atkins
  - Musée d'Orsay
  - Musée des beaux-arts du Canada
  - Musée national centre d'art Reina Sofía
  - Musée national du Victoria
  - Musée Städel
  - Musée Thyssen-Bornemisza
  - Museo Nacional de Artes Visuales
  - Museum of Modern Art
  - Museum of Modern Art
  - MutualArt
  - National Gallery of Art
  - National Portrait Gallery
  - Nationalmuseum
  - RKDartists
  - Tate
  - Te Papa Tongarewa
  - Union List of Artist Names
- Ressources relatives à la musique :   - International Music Score Library Project
  - Discogs
  - MusicBrainz
  - Rate Your Music
  - Répertoire international des sources musicales
- Ressources relatives à l'audiovisuel :   - AllMovie
  - Allociné
  - Filmportal
  - France 24
  - IMDb
- Ressources relatives au spectacle :   - Archives suisses des arts de la scène
  - Les Archives du spectacle
  - Internet Broadway Database
  - Kunstenpunt
- Ressources relatives à la recherche :   - Académie royale de Belgique
  - Isidore
  - Persée
  - Semantic Scholar
- Ressources relatives à la bande dessinée :   - Comic Vine
  - Lambiek Comiclopedia
  - Tebeosfera
- Ressource relative à la littérature :   - Internet Speculative Fiction Database
- Ressource relative à plusieurs domaines :   - Radio France
- Ressource relative à la vie publique :   - Maitron
- Notices dans des dictionnaires ou encyclopédies généralistes :   - 1914-1918-Online
  - Britannica
  - Brockhaus
  - Den Store Danske Encyklopædi
  - Deutsche Biographie
  - Diccionario Biográfico Español
  - Enciclopedia italiana
  - Enciclopédia Itaú Cultural
  - Gran Enciclopèdia Catalana
  - Hrvatska Enciklopedija
  - Internetowa encyklopedia PWN
  - Nationalencyklopedin
  - Munzinger
  - Store norske leksikon
  - Treccani
  - Universalis
- Notices d'autorité :   - VIAF
  - ISNI
  - BnF (données)
  - IdRef
  - LCCN
  - GND
  - Italie
  - Japon
  - CiNii
  - Espagne
  - Belgique
  - Pays-Bas
  - Pologne
  - Israël
  - NUKAT
  - Catalogne
  - Suède
  - Vatican

#### Autres liens
- Portail du Centre d'Etudes Picasso, Paris
- Pablo Picasso
- Découvrir l'œuvre lithographiée de Picasso